# Codici ICAO L

## LA - Albania
Vedi anche Aeroporti in Albania.
- LAGK Aeroporto di Argirocastro, Argirocastro
- LAFK Eliporto di Tirana, Tirana
- LAGJ Aeroporto di Gjadër, Gjadër
- LAKO Aeroporto di Coriza, Coriza
- LAKU Aeroporto di Kukës, Kukës
- LAKV Aeroporto di Kuçovë, Kuçovë
- LASK Aeroporto di Scutari, Scutari
- LASR Aeroporto di Saranda, Santi Quaranta, Saranda
- LATI (Codice IATA = TIA) Aeroporto di Tirana-Rinas
- LAVL Aeroporto di Valona, Valona

## LB - Bulgaria
Vedi anche Aeroporti in Bulgaria.
- LBBG (Codice IATA = BOJ) Aeroporto di Burgas, Burgas
- LBGO (Codice IATA = GOZ) Aeroporto di Gorna Orjahovica, Gorna Orjahovica
- LBPD (Codice IATA = PDV) Aeroporto di Plovdiv, Plovdiv
- LBRS (Codice IATA = ROU) Aeroporto di Ruse, Ruse
- LBSF (Codice IATA = SOF) Aeroporto di Sofia, Sofia
- LBSZ (Codice IATA = SZR) Aeroporto di Stara Zagora, Stara Zagora
- LBWD (Codice IATA = VID) Aeroporto di Vidin Smurdan, Vidin
- LBWN (Codice IATA = VAR) Aeroporto di Varna, Varna

## LC - Cipro
Vedi anche Aeroporti a Cipro.
- LCCC Nicosia Acc/FIC
- LCEN (Codice IATA = ECN) Aeroporto di Nicosia-Ercan, Nicosia
- LCLK (Codice IATA = LCA) Aeroporto Internazionale di Larnaca, Larnaca
- LCNC (Codice IATA: NIC) Aeroporto Internazionale di Nicosia, Nicosia
- LCPH (Codice IATA: PFO) Aeroporto Internazionale di Pafo, Pafo
- LCRA (Codice IATA: AKT) Aeroporto di Akrotiri, Akrotiri
- LCRO (Codice IATA: EPK) Aeroporto di Lakatmia, Episkopi
- LCRE Aeroporto di Kingsfield, Dhekelia
- LCRR RAF Air Force Base, Nicosia

## LD - Croazia
Vedi anche Aeroporti in Croazia.
- LDDD Aeroporto Maksimir/AFTN, Zagabria
- LDDU (Codice IATA = DBV) Aeroporto Čilipi, Ragusa
- LDLO Aeroporto civile, Lussino
- LDOB Aeroporto civile, Borovo
- LDOC Aeroporto civile, Čepin
- LDOR Aeroporto civile, Slavonski Brod
- LDOS (Codice IATA = OSI) Aeroporto di Osijek
- LDPL (Codice IATA = PUY) Aeroporto di Pola
- LDPM Aeroporto civile, Medolino
- LDPN Aeroporto civile, Unie
- LDPV Aeroporto civile, Orsera
- LDRG Aeroporto civile, Grobnik
- LDRI (Codice IATA = RJK) Aeroporto Omišalj, Fiume
- LDRO Aeroporto civile, Otočac
- LDSB Aeroporto civile, Brazza
- LDSH Aeroporto civile, Lesina
- LDSP (Codice IATA = SPU) Aeroporto Kaštel/Resnik, Spalato
- LDSS Aeroporto civile, Signo
- LDUN Aeroporto Unprofor Logistic, Zagabria
- LDVA Aeroporto civile, Varaždin
- LDVC Aeroporto civile, Čakovec
- LDZA (Codice IATA = ZAG) Aeroporto di Zagabria-Pleso
- LDZD (Codice IATA = ZAD) Aeroporto Zemunik, Zara
- LDZG Aeroporto civile, Zagabria
- LDZL Aeroporto Lucko, Zagabria
- LDZO Aeroporto civile, Zagabria Acc/FIR
- LDZU Aeroporto civile, Udbina

## LE - Spagna
Vedi anche Aeroporti in Spagna.
- LE01 Aeroporto civile, Ablitas
- LE02 Aeroporto civile, Alfamén
- LE03 Aeroporto civile, Alfés
- LE04 Aeroporto civile, Almorox
- LE05 Aeroporto civile, Antequera
- LE06 Aeroporto civile Casatejada, Cáceres
- LE07 Aeroporto civile Caude, Teruel
- LE08 Aeroporto civile Cogullada, Saragozza
- LE09 Aeroporto civile Cortijo, Almería
- LE10 Aeroporto civile, Ecija Sevilla
- LE11 Aeroporto civile, El-Barranco-Bailen Jaen
- LE12 Aeroporto civile, El-Carmoli Murcia
- LE13 Aeroporto civile, El-Manantío Badajoz
- LE14 Aeroporto civile, El-Pino Caceres
- LE15 Aeroporto civile, Grinon Madrid Getafe
- LE16 Aeroporto civile, La-Iglesuela
- LE17 Aeroporto civile, La-Lanzada Pontevedra El-Grove
- LE18 Aeroporto civile, Llagostera Gerona
- LE19 Aeroporto civile, Los-jarales Ciudad-Real
- LE20 Aeroporto civile, Lugo-de-Llanera Oviedo
- LE22 Aeroporto civile, Monflorite Huesca
- LE23 Aeroporto civile, Mora Toledo
- LE24 Aeroporto civile, Navalvillar-de-Pela Badajoz
- LE25 Aeroporto civile, Numancia Soria Garray
- LE26 Aeroporto civile, Penascosa Albacete
- LE27 Aeroporto civile, Saetilla Cordoba
- LE28 Aeroporto civile, Sanchidrian Avila
- LE29 Aeroporto civile, Santa-Barbara Albecete Caudete
- LE30 Aeroporto civile, Santa-Cruz-de-Mudela Ciudad-Real
- LE32 Aeroporto civile, Tabernas Almeria
- LE33 Aeroporto civile, Valdepenas Ciudad-Real
- LE34 Aeroporto civile, Valdeperdices Badajoz
- LE35 Aeroporto civile, Villalobillos Cordoba
- LE36 Aeroporto civile, Villanueva-de-Sigena Huesca
- LE37 Aeroporto civile, Zaorejas Guadalajara
- LEAB Aeroporto civile, Albacete/Los Lanos
- LEAE Aeroporto civile, Alcolea (Cordoba)
- LEAL (Codice IATA = ALC) Aeroporto El Altet, Alicante
- LEAM (Codice IATA = LEI) Aeroporto civile, Almería
- LEAO Eliporto, Almagro
- LEAP Aeroporto civile, Ampuriabrava Gerona
- LEAS (Codice IATA = OVD) Aeroporto di Asturias, Avilés
- LEAT Aeroporto civile, Albatarrech Lerida
- LEAX Aeroporto civile, La Axarquia
- LEBA (Codice IATA = ODB) Aeroporto San Jeronimo, Cordova
- LEBB (Codice IATA = BIO) Aeroporto Sondica/LUJUA, Bilbao
- LEBE Aeroporto civile, Beas-de-Segura
- LEBG Aeroporto Villafria, Burgos
- LEBL (Codice IATA = BCN) Aeroporto di Barcellona, Barcellona
- LEBT Aeroporto Betera Heliport, Valencia
- LEBZ (Codice IATA = BJZ) Aeroporto civile, Badajoz/Talavera La Real
- LECB ACC/FIC, Barcellona
- LECD Aeroporto civile, La-Cerdana
- LECF Aeroporto civile, Calaf-Barcelona
- LECH Aeroporto Teruel, Calamocha
- LECI Aeroporto civile, Santa Cilia de Jaca
- LECJ Aeroporto civile, Castejon-de-Monegros Huesca
- LECL ACC, Valencia
- LECM ACC/FIC, Madrid
- LECN Aeroporto civile, Castellon-de-la-Plana El Grao
- LECO (Codice IATA = LCG) Aeroporto Alvedro, La Coruña
- LECP ACC, Palma di Maiorca
- LECQ Aeroporto civile, Ciudad-Quesada-Alicante
- LECR ACC, La Coruña
- LECS ACC, Siviglia
- LECT Aeroporto civile, El Castano
- LECU Aeroporto di Madrid-Cuatro Vientos
- LECV Colmenar Viejo Heliport, Madrid
- LECX Aeroporto civile, Campolara-Munopedro Segovia
- LEDM MET Sub-Center, Valladolid
- LEEC El Copero Heliport, Siviglia
- LEEE Autom. Rebroadcast CTR, Madrid
- LEEV Aeroporto civile, Castellanos Villecastin
- LEFA Eliporto, Rota
- LEFF Aeroporto civile, Fuentelfresno Guadalajara
- LEFM Aeroporto civile, Fuentemilanos Segovia
- LEFR Aeroporto civile, Formentera Hel
- LEGA (Codice IATA = GRX) Aeroporto Armilla, Granada
- LEGC Aeroporto civile, Altarejos Gualdalcanal
- LEGE (Codice IATA = GRO) Aeroporto Costa Brava, Gerona
- LEGR (Codice IATA = GRX) Aeroporto civile, Granada
- LEGT Aeroporto Getafe, Madrid
- LEGU Aeroporto civile, Guadalupe Caceres Alia
- LEHC Aeroporto Glider School, Guadasespe Huesca
- LEHI Aeroporto civile, Hinojosa Del Duque
- LEIB (Codice IATA = IBZ) Aeroporto di Ibiza, Ibiza
- LEIG Aeroporto civile, Igualada Barcelona Odena
- LEIM NOF Air Base, Madrid
- LEJO Aeroporto civile, Madrigalejo Del Monte
- LEJR (Codice IATA = XRY) Aeroporto di Jerez, Jerez de la Frontera
- LEJU Aeroporto civile, La Juliana
- LELA Aeroporto civile, La Caldererea
- LELC (Codice IATA = MJV) Aeroporto di Murcia-San Javier
- LELI Aeroporto civile, Linares Jaen
- LELL Aeroporto civile, Sabadell
- LELM Aeroporto civile, Almansa
- LELN Aeroporto Virgen Del Camino, León
- LELO Agoncillo Heliport, Logroño
- LEMD (Codice IATA = MAD) Aeroporto di Madrid-Barajas
- LEMF Aeroporto civile, Mafe Huelva Gibraleon
- LEMG (Codice IATA = AGP) Aeroporto di Malaga
- LEMH (Codice IATA = MAH) Aeroporto di Minorca
- LEML MET Office, Malaga
- LEMM MET/COM Center, Madrid
- LEMO Aeroporto Moron De La Frontera, Siviglia
- LEMP Aeroporto civile, Los-Martinez-del-Puerto Murcia
- LEMR Aeroporto civile, Morgal Las Asturias
- LEMS Aeroporto civile, Manresa Barcelona
- LEMT Aeroporto civile, Casarrubios Del Monte
- LEMU Aeroporto civile, Muchamiel Alicante
- LEMX Aeroporto civile, La-Mancha Toledo
- LENA Aeroporto civile, Benabarre
- LEOC Aeroporto Toledo, Ocana
- LEOT Aeroporto civile, Ontur Albacete
- LEPA (Codice IATA = PMI) Aeroporto di Palma di Maiorca
- LEPI Aeroporto civile, Casa de Los Pinos
- LEPM MET Center, Palma di Maiorca
- LEPO Idroscalo, Pollença
- LEPP (Codice IATA = PNA) Aeroporto Noain, Pamplona
- LEPR Aeroporto civile, Palma-del-Rio Cordoba
- LEPZ Aeroporto civile, Pozuelos de Calatrava
- LERI Aeroporto Alcantarilla, Murcia
- LERL Aeroporto di Ciudad Real, Ciudad Real
- LERM Aeroporto civile, Robledillo-de-Mohernando Guadalajara
- LERO Aeroporto civile, Rozas-Castro-de-Rey Lugo
- LERS (Codice IATA = REU) Aeroporto di Reus
- LERT Air Base, Rota
- LESA (Codice IATA = SLM) Aeroporto di Salamanca-Matacán
- LESB Aeroporto civile, Son Bonet
- LESD MET Center, Santander
- LESE Aeroporto civile, San Enrique
- LESG Aeroporto civile, Sanguesa Navarra
- LESI Aeroporto civile, Sierra Morena
- LESJ Son San Juan Air Base, Palma di Maiorca
- LESL Aeroporto Menorca Island, San Luis
- LESM MET Sub-Center, Murcia
- LESO (Codice IATA = EAS) Aeroporto Fuenterrabia, San Sebastián
- LESS Aeroporto civile, Sotos Cuenca
- LEST (Codice IATA = SCQ) Aeroporto Labacolla, Santiago di Compostela
- LESU (Codice IATA = LEU) Aeroporto civile, La Seu d'Urgell
- LETA Aeroporto Tablada, Siviglia
- LETC Aeroporto civile, Matilla de Los Canos
- LETI Aeroporto civile, El Tietar
- LETO (Codice IATA = TOJ) Aeroporto Torrejon Air Force Base, Madrid
- LETP Aeroporto civile, Santo Tome Del Puerto
- LETZ Aeroporto civile, Torozos Valladolid
- LEVB Aeroporto civile, El Carrascal
- LEVC (Codice IATA = VLC) Aeroporto MANISES, Valencia
- LEVD (Codice IATA = VLL) Aeroporto Villanubla, Valladolid
- LEVF Aeroporto civile, Villaframil
- LEVI Aeroporto civile, El-Viso-del-Marques Ciudad-Real
- LEVS Cuatro Vientos Air Base, Madrid
- LEVT (Codice IATA = VIT) Aeroporto civile, Vitoria
- LEVX (Codice IATA = VGO) Aeroporto Peinador, Vigo
- LEXJ (Codice IATA = SDR) Aeroporto Parayas, Santander
- LEZA Aeroporto United States Air Force Operated Base In Foreign Country, Saragozza
- LEZG (Codice IATA = ZAZ) Aeroporto di Saragozza
- LEZL (Codice IATA = SVQ) Aeroporto di Siviglia
- LEZM MET Center, Saragozza

## LF - Francia
Vedi anche Aeroporti in Francia.
- LFAB (Codice IATA = DPE) Aeroporto SAINT-AUBIN, Dieppe
- LFAC Aeroporto Dunkerque, Calais
- LFAD Aeroporto Margny, Compiègne
- LFAE Aeroporto Le Treport, Eu-Mers
- LFAF Aeroporto Chambry, Laon
- LFAG Aeroporto Saint Quentin, Peronnes
- LFAH Aeroporto civile, Soissons-Cuffies
- LFAI Aeroporto Les-Loges, Nangis
- LFAJ Aeroporto civile, Argentan
- LFAK Aeroporto Ghyvelde, Dunkerque
- LFAL Aeroporto Thoree les Pins, La Fleche
- LFAM Aeroporto civile, Berck-sur-Mer
- LFAN Aeroporto civile, Condom-Valence Sur Bai/Conde-sur-Noireau
- LFAO Aeroporto Couterne, Bagnole-de-l'orne
- LFAP Aeroporto civile, Rethel-Perthes
- LFAQ Aeroporto civile, Albert-Bray
- LFAR Aeroporto Fignieres, Mont Didier
- LFAS Aeroporto civile, Falaise-Monts-Deraine
- LFAT (Codice IATA = LTQ) Aeroporto Paris Plage, Le Touquet-Paris-Plage
- LFAU Aeroporto civile, Vauville
- LFAV (Codice IATA = XVS) Aeroporto Denain, Valenciennes
- LFAW Aeroporto civile, Villerupt
- LFAX Aeroporto civile, Mortagne-au-Parche
- LFAY Aeroporto Glisy, Amiens
- LFAZ Aeroporto civile, Saint Brieuc
- LFBA (Codice IATA = AGF) Aeroporto La Garenne, Agen
- LFBC Aeroporto Air Force Base, Cazaux
- LFBD (Codice IATA = BOD) Aeroporto di Bordeaux Mérignac, Bordeaux
- LFBE (Codice IATA = EGC) Aeroporto di Bergerac Roumanière, Bergerac
- LFBF Aeroporto Francazal, Tolosa
- LFBG (Codice IATA = CNG) Aeroporto Chateau-Bernard, Cognac
- LFBH (Codice IATA = LRH) Aeroporto di La Rochelle Isola di Ré, La Rochelle
- LFBI (Codice IATA = PIS) Aeroporto Biard, Poitiers
- LFBJ Aeroporto civile, St. Junien
- LFBK (Codice IATA = MCU) Aeroporto Gueret, Montluçon
- LFBL (Codice IATA = LIG) Aeroporto Bellegarde, Limoges
- LFBM Aeroporto civile, Mont-de-Marsan
- LFBN (Codice IATA = NIT) Aeroporto Souche, Niort
- LFBO (Codice IATA = TLS) Aeroporto di Tolosa Blagnac, Toulosa
- LFBP (Codice IATA = PUF) Aeroporto UZEIN - PYRÉNÉES, Pau Pont Long
- LFBQ Aeroporto civile, Tour Du Pin Cessieu
- LFBR Aeroporto Lherm, Muret
- LFBS Aeroporto Parentis, Biscarosse
- LFBT (Codice IATA = LDE) Aeroporto di Tarbes-Lourdes-Pyrénées, Tarbes
- LFBU (Codice IATA = ANG) Aeroporto BRIE-CHAMPNIERS/Gel-Air, AngoulÊme
- LFBV (Codice IATA = BVE) Aeroporto LAROCHE, Brive-la-Gaillarde
- LFBX (Codice IATA = PGX) Aeroporto Bassillac, Périgueux
- LFBY Aeroporto Seyresse, Dax
- LFBZ (Codice IATA = BIQ) Aeroporto Bayonne-Anglet, Biarritz Parme
- LFCA Aeroporto Targe, Châtellerault
- LFCB Aeroporto civile, Bagneres de Luchon
- LFCC (Codice IATA = ZAO) Aeroporto Lalbenque, Cahors
- LFCD Aeroporto civile, Andernos-les-Bains
- LFCE Aeroporto civile, Gueret-Saint Laurent
- LFCF Aeroporto civile, Figerac-Livernon
- LFCG Aeroporto Antichan, Lorp-Sentaraille
- LFCH Aeroporto civile, Arcachon-la Teste de Buch
- LFCI (Codice IATA = LBI) Aeroporto LE SEQUESTRE, Albi
- LFCJ Aeroporto civile, Jonzac-Neuilles
- LFCK (Codice IATA = DCM) Aeroporto Mazamet, Castres
- LFCL (Codice IATA = XYT) Aeroporto Lasbordes, Tolosa
- LFCM Aeroporto Larzac, Millau
- LFCN Aeroporto civile, Nogaro
- LFCO Aeroporto Jerrere, Oloron
- LFCP Aeroporto Avy, Pons
- LFCQ Aeroporto civile, Graulhet-Montdragon
- LFCR (Codice IATA = RDZ) Aeroporto Marcillac, Rodez
- LFCS Aeroporto civile, Bordeaux-Leognan Saucats
- LFCT Aeroporto civile, Thouars
- LFCU Aeroporto civile, Ussel-Thalamy
- LFCV Aeroporto De-Rouergue, Villefranche
- LFCW Aeroporto civile, Villeneuve-sur-Lot
- LFCX Aeroporto civile, Castelsarrasin-Moissac
- LFCY (Codice IATA = RYN) Aeroporto Medis, Royan
- LFCZ Aeroporto civile, Mimizan
- LFDA Aeroporto civile, Aire-sur-l'adour
- LFDB Aeroporto civile, Montauban
- LFDC Aeroporto civile, Montendre-Marcillac
- LFDE Aeroporto civile, Égletons
- LFDF Aeroporto civile, Sainte-Foy-la-Grande
- LFDG Aeroporto civile, Gaillac-Isle Sur Tarn
- LFDH Aeroporto Lamothe, Auch
- LFDI Aeroporto civile, Libourne-Artiques de Lussac
- LFDJ Aeroporto Les Pujols, Pamiers
- LFDK Aeroporto civile, Soulac-sur-Mer
- LFDL Aeroporto civile, Loudun
- LFDM Aeroporto civile, Marmande-Virazeil
- LFDN (Codice IATA = RCO) Aeroporto Saint Agnant, Rochefort
- LFDO Aeroporto civile, Bordeaux-Souge
- LFDP Aeroporto civile, St. Pierre-D'oleron
- LFDQ Aeroporto civile, Castelnau-Magnoac
- LFDR Aeroporto civile, La Reole-Floudes
- LFDS Aeroporto civile, Sarlat-Domme
- LFDT Aeroporto Laloubere, Tarbes
- LFDU Aeroporto civile, Lesparre-St. Laurent Du Medoc
- LFDV Aeroporto civile, Couhe-Verac
- LFDW Aeroporto civile, Chauvigny
- LFDX Aeroporto civile, Fumel-Montayral
- LFDY Aeroporto civile, Bordeaux-Yvrac
- LFDZ Aeroporto civile, Condat-sur-Vezere
- LFEA Aeroporto civile, Belle-Ile
- LFEB Aeroporto civile, Dinan-Trelivan
- LFEC Aeroporto civile, Ouessant-Ile
- LFED Aeroporto civile, Pontivy
- LFEF Aeroporto civile, Amboise-Dierre
- LFEG Aeroporto civile, Argenton-sur-Creuse
- LFEH Aeroporto civile, Aubigny-sur-Nere
- LFEI Aeroporto civile, Briare-Chatillon
- LFEJ Aeroporto civile, Chateauroux-Villers
- LFEK Aeroporto civile, Issoudun-le-Fay
- LFEL Aeroporto civile, Le Blanc
- LFEM Aeroporto civile, Montargis-Vimory
- LFEN Aeroporto Sorigny, Toussous-le-Noble/Tours
- LFEO Aeroporto civile, St. Malo-Saint Servan
- LFEP Aeroporto civile, Pouilly-Maconge
- LFEQ Aeroporto civile, Quiberon
- LFER Aeroporto civile, Redon-Bains Sur Oust
- LFES Aeroporto civile, Guiscriff-Scaer
- LFET Aeroporto Veronnes, Tilabery/Til-Châtel
- LFEU Aeroporto Les-Hauts, Bar-le-Duc
- LFEV Aeroporto civile, Gray Saint Adrien
- LFEW Aeroporto civile, Saulieu-Liernais
- LFEX Aeroporto civile, Nancy-Azelot
- LFEY (Codice IATA = IDY) Aeroporto Le Grand Phare, Ile D'yeu
- LFEZ Aeroporto civile, Nancy-Malzeville
- LFFB Aeroporto civile, Buno-Bonnevaux
- LFFC Aeroporto civile, Mantes-Cherence
- LFFD Aeroporto civile, St. Andre-de-l'eure
- LFFE Aeroporto civile, Enghien-Moiselles
- LFFG Aeroporto civile, La Ferte-Gaucher
- LFFH Aeroporto Belleau, Chateau Thierry
- LFFI Aeroporto civile, Ancenis
- LFFJ Aeroporto civile, Joinville-Mussey
- LFFK Aeroporto civile, Fontenay-le-Conte
- LFFL Aeroporto civile, Bailleau-Armenonville
- LFFM Aeroporto civile, La Motte-Beuvron
- LFFN Aeroporto civile, Brienne Le Chateau
- LFFP Aeroporto civile, Pithiviers
- LFFQ Aeroporto civile, La Ferte-Alais
- LFFR Aeroporto civile, Bar-sur-Seine
- LFFS Aeroporto civile, Suippes Range Met
- LFFT Aeroporto civile, Neufchateau-Roucaux
- LFFU Aeroporto civile, Chateauneuf Sur Cher
- LFFV Aeroporto civile, Vierzon-Mereau
- LFFW Aeroporto civile, Montaigu-Saint Georges
- LFFX Aeroporto Cuisery, Tournus
- LFFY Aeroporto civile, Etrepagny
- LFFZ Aeroporto civile, Sezanne-Saint Remy
- LFGA (Codice IATA = CMR) Aeroporto Houssen, Colmar
- LFGB Aeroporto Habsheim, Mulhouse
- LFGC Aeroporto civile, Strassbourg-Neuhof
- LFGD Aeroporto civile, Arbois
- LFGE Aeroporto civile, Avallon
- LFGF Aeroporto civile, Beaunechallanges
- LFGG Aeroporto di Belfort Chaux, Belfort
- LFGH Aeroporto civile, Cosne-Cours-sur-Loire
- LFGI Aeroporto civile, Dijon-Darois
- LFGJ (Codice IATA = DLE) Aeroporto Tavaux, Dole
- LFGK Aeroporto Beauregard, Joigny
- LFGL Aeroporto civile, Lons Le Saunier-Courlaoux
- LFGM Aeroporto civile, Montceau Les Mines-Pouilloux
- LFGN Aeroporto civile, Paray Le Mondial
- LFGO Aeroporto civile, Pont-sur-Yonne
- LFGP Aeroporto civile, St. Florentin-Cheu
- LFGQ Aeroporto civile, Semur-en-Auxois
- LFGR Aeroporto civile, Doncourt Les Conflans
- LFGS Aeroporto civile, Longuyon-Vilette
- LFGT Aeroporto civile, Sarrebourg-Buhl
- LFGU Aeroporto civile, Sarreguemines-Neunkirch
- LFGV Aeroporto Yutz, Thionville
- LFGW Aeroporto civile, Verdun-Rozelier
- LFGX Aeroporto civile, Champagnole-Crotenay
- LFGY Aeroporto civile, St. Die-Remoneix
- LFGZ Aeroporto civile, Nuits-Saint-Georges
- LFHA Aeroporto civile, Issoire-Le Broc
- LFHB Aeroporto civile, Moulins-Avermes
- LFHC Aeroporto civile, Perouges-Meximieux
- LFHD Aeroporto civile, Pierrelatte
- LFHE Aeroporto civile, Romans-Saint Paul
- LFHF Aeroporto civile, Ruoms
- LFHG Aeroporto civile, St. Chamond-l'horme
- LFHH Aeroporto civile, Vienne-Reventin
- LFHI Aeroporto civile, Morestel
- LFHJ Aeroporto civile, Lyon-Corbas
- LFHK Aeroporto civile, Camp de Canhuers
- LFHL Aeroporto civile, Langogne-l'esperon
- LFHM (Codice IATA = MVV) Aeroporto civile, Megève
- LFHN Aeroporto civile, Bellegarde-Vouvray
- LFHO (Codice IATA = OBS) Aeroporto civile, Aubenas Vals Lanas
- LFHP (Codice IATA = LPY) Aeroporto Loudes, Le Puy-en-Velay
- LFHQ Aeroporto civile, St. Flour-Coltines
- LFHR Aeroporto civile, Brioude-Beaumont
- LFHS Aeroporto Ceyzeriat, Strasburgo
- LFHT Aeroporto civile, Ambert-le-Poyet
- LFHU (Codice IATA = AHZ) Aeroporto civile, Alpe d'Huez
- LFHV Aeroporto civile, Vilefrance-Tarare
- LFHW Aeroporto civile, Belleville-Villie/morgon
- LFHX Aeroporto civile, Lapalisse-Perigny
- LFHY Aeroporto civile, Moulins-Montbeugny
- LFHZ Aeroporto civile, Sallanches-Mont Blanc
- LFIB Aeroporto civile, Belves-Saint Pardoux
- LFIC Aeroporto civile, Cross Corsen
- LFID Aeroporto civile, Condom-Valence-sur-Baise
- LFIE Aeroporto civile, Cross Etel
- LFIF Aeroporto civile, St. Afrique-Belmont
- LFIG Aeroporto Beghones, Cassagnes-Bégonhès
- LFIH Aeroporto civile, Chalais
- LFIJ Aeroporto civile, Cross Jobourg
- LFIK Aeroporto civile, Riberac Saint Aulaye
- LFIL Aeroporto civile, Rion-des-Lanes
- LFIM Aeroporto civile, St. Gaudens-Montrejeau
- LFIN Aeroporto civile, Cross Griz-Nez
- LFIO Aeroporto ENAC - National Flying School, Tolosa-Montaudran
- LFIP Aeroporto civile, Peyresourde-Balestas
- LFIR Aeroporto civile, Revel-Montgey
- LFIT Aeroporto Bourg-St-Bernard, Tolosa-Francazal
- LFIV Aeroporto civile, Vandays-Montalivet
- LFIX Aeroporto civile, Itxassou
- LFIY Aeroporto civile, St. Jean D'angely-St-Denis
- LFJA Aeroporto civile, Chaumont Semoutiers
- LFJB Aeroporto civile, Mauleon
- LFJC Aeroporto civile, Clamecy
- LFJD Aeroporto civile, Corlier
- LFJE Aeroporto civile, La Motte Chalancon
- LFJF Aeroporto civile, Aubenasson
- LFJG Aeroporto civile, Cross La Garde
- LFJH Aeroporto civile, Cazeres Palaminy
- LFJI Aeroporto civile, Saint-Just-Luzac
- LFJL Aeroporto Lorraine, Metz/Nancy
- LFJM Aeroporto civile, Chailley
- LFJR Aeroporto civile, Angers Marce
- LFJS Aeroporto civile, Soissons-Choumelles
- LFJT Aeroporto civile, Tours de Louroux
- LFJU Aeroporto civile, Lurcy Levis
- LFKA Aeroporto civile, Albertville
- LFKB (Codice IATA = BIA) Aeroporto di Bastia Poretta Corsica, Bastia
- LFKC (Codice IATA = CLY) Aeroporto di Calvi Sainte-Catherine, Calvi
- LFKD Aeroporto civile, Sollieres-Sardieres
- LFKE Aeroporto civile, St. Jean En Royans
- LFKF (Codice IATA = FSC) Aeroporto di Figari Sud Corse, Figari
- LFKG Aeroporto civile, Chisonaccia-Alzitone
- LFKH Aeroporto civile, St. Jean D'avelanne
- LFKJ (Codice IATA = AJA) Aeroporto di Ajaccio Campo dell'Oro, Ajaccio
- LFKL Aeroporto civile, Lyon-Brindas
- LFKM Aeroporto civile, St. Galmier
- LFKO (Codice IATA = PRP) Aeroporto civile, Propriano
- LFKP Aeroporto civile, La-Tour-du-Pin-Cessieu
- LFKS (Codice IATA = SOZ) Aeroporto civile, Solenzara
- LFKT Aeroporto Corse Airport, Corte
- LFKX (Codice IATA = MFX) Aeroporto Bois les Fraises, Méribel
- LFKY Aeroporto civile, Belley-Peyrieu
- LFKZ Aeroporto civile, St. Claude-Pratz
- LFLA Aeroporto Branches/Moneteau, Auxerre
- LFLB (Codice IATA = CMF) Aeroporto di Chambéry Aix-les-Bains
- LFLC (Codice IATA = CFE) Aeroporto di Clermont-Ferrand Auvergne, Clermont-Ferrand
- LFLD (Codice IATA = BOU) Aeroporto civile, Bourges
- LFLE Aeroporto civile, Chambery-Challes Les Eaux
- LFLG Aeroporto civile, Grenoble-Le Versoud
- LFLH Aeroporto civile, Chalon-Champforgeuil
- LFLI Aeroporto civile, Annemasse
- LFLJ (Codice IATA = CVF) Aeroporto di Courchevel, Courchevel
- LFLK Aeroporto civile, Oyonnax-Arbent
- LFLL (Codice IATA = LYS) Aeroporto di Lione Saint Exupéry, Lione
- LFLM Aeroporto Charnay, Mâcon
- LFLN (Codice IATA = SYT) Aeroporto civile, Saint-Yan
- LFLO (Codice IATA = RNE) Aeroporto Renaison, Roanne
- LFLP (Codice IATA = NCY) Aeroporto MEYTHET, Annecy
- LFLQ Aeroporto Ancone, Montélimar
- LFLR Aeroporto civile, St. Rambert-D'albon
- LFLS (Codice IATA = GNB) Aeroporto Saint Geoirs, Grenoble
- LFLT (Codice IATA = MCU) Aeroporto civile, Montlucon-Domerat
- LFLU (Codice IATA = VAF) Aeroporto Chabeuil, Valence
- LFLV (Codice IATA = VHY) Aeroporto Charmeil, Vichy
- LFLW (Codice IATA = AUR) Aeroporto civile, Aurillac
- LFLX (Codice IATA = CHR) Aeroporto Deols, Châteauroux
- LFLY (Codice IATA = LYN) Aeroporto Bron, Lione
- LFLZ Aeroporto civile, Feurs-Chambeon
- LFMA Aeroporto civile, Aix Les Milles
- LFMC Aeroporto Le-Cannet, Le Luc
- LFMD (Codice IATA = CEQ) Aeroporto Mandelieu, Cannes
- LFME Aeroporto Courbessac, Nîmes
- LFME (Codice IATA = FNI) Aeroporto Arles-Camargue, Nîmes
- LFMF Aeroporto civile, Fayence
- LFMG Aeroporto Noire, Labécède-Lauragais
- LFMH (Codice IATA = EBU) Aeroporto di Saint-Etienne Bouthéon, Saint-Étienne
- LFMI Aeroporto Le Tube, Istres
- LFMK (Codice IATA = CCF) Aeroporto SALVAZA, Carcassonne
- LFML (Codice IATA = MRS) Aeroporto Marignane-Provence, Marsiglia
- LFMN (Codice IATA = NCE) Aeroporto Cote d'Azur, Nizza
- LFMO Aeroporto Caritat, Orange
- LFMP (Codice IATA = PGF) Aeroporto Rivesaltes, Perpignan
- LFMQ (Codice IATA = CTT) Aeroporto civile, Le Castellet
- LFMR (Codice IATA = BAE) Aeroporto Saint-Pons, Barcelonnette
- LFMS Aeroporto civile, Ales-Deaux
- LFMT (Codice IATA = MPL) Aeroporto Méditerranée/Frejorgues, Montpellier
- LFMU (Codice IATA = BZR) Aeroporto Vias, Béziers
- LFMV (Codice IATA = AVN) Aeroporto di Avignone Caumont, Avignone
- LFMW Aeroporto civile, Castelnaudary-Villeneuve
- LFMX Aeroporto St-Auban-Sur-Durance, Chateau-Arnoux
- LFMY Aeroporto civile, Salon-de-Provence
- LFMZ Aeroporto civile, Lezignan-Corbieres
- LFNA (Codice IATA = GAT) Aeroporto Tallard, Gap
- LFNB (Codice IATA = MEN) Aeroporto Brenoux, Mende
- LFNC Aeroporto Saint Crepin, Mont-Dauphin
- LFND Aeroporto civile, Pont-Saint-Esprit
- LFNE Aeroporto civile, Salon-Eyguieres
- LFNF Aeroporto civile, Vinon
- LFNG Aeroporto civile, Montpellier-l'or
- LFNH Aeroporto civile, Carpentras
- LFNJ Aeroporto civile, Aspres-sur-Buëch
- LFNK Aeroporto Les Crosses Tronches, Vars
- LFNL Aeroporto civile, Saint-Martin-de-Londres
- LFNM Aeroporto civile, La Mole-St-Tropez
- LFNO Aeroporto civile, Florac-Sainte Enimie
- LFNP Aeroporto civile, Pezenas-Nizas
- LFNQ Aeroporto civile, Mont-Louis-la-Quillane
- LFNR Aeroporto civile, Berre La Fare
- LFNS Aeroporto civile, Sisteron-Theze
- LFNT Aeroporto civile, Avignon-Pujaut
- LFNU Aeroporto civile, Uzes
- LFNV Aeroporto civile, Valreas-Visan
- LFNW Aeroporto civile, Puivert
- LFNX Aeroporto La-Tour-Sur-Ord, Bedarieux
- LFNY Aeroporto civile, St. Etienne-en-Devoluy
- LFNZ Aeroporto civile, Le Mazet-de-Romanin
- LFOA Aeroporto civile, Avord
- LFOB (Codice IATA = BVA) Aeroporto di Beauvais Tillé, Beauvais
- LFOC Aeroporto civile, Châteaudun
- LFOD Aeroporto civile, Saumur-Saint Florent
- LFOE (Codice IATA = EVX) Aeroporto Fauville, Évreux
- LFOF Aeroporto Valframbert, Alençon
- LFOG Aeroporto civile, Flers-Saint Paul
- LFOH Aeroporto civile, La Heve
- LFOH (Codice IATA = LEH) Aeroporto OCTEVILLE, Le Havre
- LFOI (Codice IATA = XAB) Aeroporto di Abbeville, Abbeville
- LFOJ (Codice IATA = ORE) Aeroporto Saint Denis, Orleans-Bricy
- LFOK (Codice IATA = XCR) Aeroporto di Châlons-Vatry
- LFOL Aeroporto civile, L'aigle-Saint Michel
- LFOM Aeroporto civile, Lessay
- LFON Aeroporto civile, Dreux-Vernouillet
- LFOO (Codice IATA = LSO) Aeroporto TALMONT, Les Sables D'olonne
- LFOP (Codice IATA = URO) Aeroporto Boos, Rouen
- LFOQ Aeroporto civile, Blois-Breuil
- LFOR Aeroporto Champol, Chartres
- LFOS Aeroporto civile, St. Valery-Vittefleur
- LFOT (Codice IATA = TUF) Aeroporto ST. SYMPHORIEN, Tours
- LFOU (Codice IATA = CET) Aeroporto LE PONTREAU, Cholet
- LFOV (Codice IATA = LVA) Aeroporto Entrammes, Laval
- LFOW Aeroporto Roupy, San Quintino
- LFOX Aeroporto civile, Etampes-Mondesir
- LFOY Aeroporto civile, Le Havre-Saint Romain
- LFOZ Aeroporto civile, Orleans-St-Denis-de-l'hotel
- LFPA Aeroporto civile, Persan-Beaumont
- LFPB (Codice IATA = LBG) Aeroporto di Parigi-Le Bourget
- LFPC (Codice IATA = CSF) Aeroporto Fafb, Creil-Senlis
- LFPD Aeroporto Saint Martin, Bernay
- LFPE Aeroporto Esbly, Meaux
- LFPF Aeroporto Thiverval, Beynes
- LFPG (Codice IATA = CDG) Aeroporto di Parigi Charles de Gaulle
- LFPH Aeroporto Le Pin, Chelles
- LFPI (Codice IATA = JDP) Issy-Les-Moulineaux Heliport, Parigi
- LFPJ Aeroporto civile, Taverny
- LFPK Aeroporto Voisins, Coulommiers
- LFPL Aeroporto Emerainville, Lognes
- LFPM Aeroporto Villaroche, Melun
- LFPN (Codice IATA = TNF) Aeroporto civile, Toussus-le-Noble
- LFPO (Codice IATA = ORY) Aeroporto di Parigi Orly
- LFPP Aeroporto civile, Le Plessis-Belleville
- LFPQ Aeroporto civile, Fontenay-Tresigny
- LFPR Aeroporto civile, Guayanocurt
- LFPS Aeroporto civile, Paris Ville
- LFPT (Codice IATA = POX) Aeroporto Cormeilles-en-Vexin, Pontoise
- LFPU Aeroporto Episy, Moret
- LFPV Aeroporto Velizy, Vélizy-Villacoublay
- LFPW Met Center, Parigi
- LFPX Aeroporto Villepreux, Chavenay
- LFPY Aeroporto civile, Bretigny-sur-Orge
- LFPZ Aeroporto civile, St.-Cyr-l'ecole
- LFQA Aeroporto Prunay, Reims
- LFQB Aeroporto Barberey, Troyes
- LFQC Aeroporto Croismare, Luneville
- LFQD Aeroporto civile, Arras/roclincourt
- LFQE Aeroporto Rouvres, Étain
- LFQF Aeroporto Bellevue, Autun
- LFQG (Codice IATA = NVS) Aeroporto Furchambault, Nevers
- LFQH Aeroporto civile, Châtillon-sur-Seine
- LFQI Aeroporto Epinoy, Cambrai
- LFQJ Aeroporto civile, Maubeuge-Elesmes
- LFQK Aeroporto Ecury-Sur-Coole, Chalons
- LFQL Aeroporto Benifontaine, Lens
- LFQM Aeroporto civile, Besancon-la-Veze
- LFQN Aeroporto Wizernes, St.-Omer
- LFQO Aeroporto Marcq-En-Baroeul, Lilla
- LFQP Aeroporto civile, Phalsbourg-Bourscheid
- LFQQ (Codice IATA = LIL) Aeroporto di Lilla Lesquin
- LFQR Aeroporto civile, Romilly-sur-Seine
- LFQS Aeroporto civile, Vitry-en-Artois
- LFQT Aeroporto Calonne, Merville
- LFQU Aeroporto civile, Sarre-Union
- LFQV Aeroporto Mézières, Charleville
- LFQW Aeroporto civile, Vesoul-Frotey
- LFQX Aeroporto civile, Juvancourt
- LFQY Aeroporto civile, Saverne-Steinbourg
- LFQZ Aeroporto civile, Dieuze-Gueblange
- LFRA (Codice IATA = ANE) Aeroporto Avrille/MARCÉ, Angers
- LFRB (Codice IATA = BES) Aeroporto Guipavas, Brest
- LFRC (Codice IATA = CER) Aeroporto Maupertus, Cherbourg
- LFRD (Codice IATA = DNR) Aeroporto Pleurtuit-St. Malo, Dinard
- LFRE Aeroporto civile, La Baule-Escoublac
- LFRF (Codice IATA = GFR) Aeroporto civile, Granville
- LFRG (Codice IATA = DOL) Aeroporto Saint Gatien, Deauville
- LFRH (Codice IATA = LRT) Aeroporto Lann-Bihouet, Lorient
- LFRI Aeroporto Les-Ajones, La Roche-sur-Yon
- LFRJ (Codice IATA = LDV) Aeroporto civile, Landivisiau
- LFRK (Codice IATA = CFR) Aeroporto Carpiquet, Caen
- LFRL Aeroporto POULMIC, Lanveoc
- LFRM (Codice IATA = LME) Aeroporto Arnage, Le Mans
- LFRN (Codice IATA = RNS) Aeroporto Saint Jacques, Rennes
- LFRO (Codice IATA = LAI) Aeroporto Servel, Lannion
- LFRP Aeroporto civile, Ploermel-Loyat
- LFRQ (Codice IATA = UIP) Aeroporto Pluguffan, Quimper
- LFRS (Codice IATA = NTE) Aeroporto ATLANTIQUE Chateau Bougon, Nantes
- LFRT (Codice IATA = SBK) Aeroporto Armor, Saint-Brieuc
- LFRU (Codice IATA = MXN) Aeroporto Ploujean, Morlaix
- LFRV (Codice IATA = VNE) Aeroporto Meucon, Vannes
- LFRW Aeroporto civile, Avranches-Val Saint Pierre
- LFRY Aeroporto civile, Romorantin-Pruniers
- LFRZ (Codice IATA = SNR) Aeroporto Montoir, Saint-Nazaire
- LFSA Aeroporto Thise, Besançon
- LFSB (Codice IATA = MLH) Aeroporto civile, Basilea/Mulhouse/Friburgo
- LFSB (Codice IATA = BSL) Aeroporto civile, Basilea/Mulhouse/Friburgo
- LFSB (Codice IATA = EAP) Aeroporto EUROAIRPORT, Basilea/Mulhouse/Friburgo
- LFSC Aeroporto Meyenheim, Colmar
- LFSD (Codice IATA = DIJ) Aeroporto Longvic - BOURGOGNE, Digione
- LFSE Aeroporto civile, Epinal-Dogneville
- LFSF (Codice IATA = ETZ) Aeroporto Frescaty, Metz/Nancy
- LFSG (Codice IATA = EPL) Aeroporto Mirecourt, Épinal
- LFSH Aeroporto civile, Haguenau
- LFSI Aeroporto civile, Saint-Dizier
- LFSJ Aeroporto civile, Sedan-Douzy
- LFSK Aeroporto civile, Vitry-le-Francois-Vauclerc
- LFSL Aeroporto Rosieres, Toul
- LFSL Aeroporto civile, Toulon-Prefecture Maritime
- LFSM Aeroporto Courcelles, Montbiliard/Montbelliard
- LFSN Aeroporto Essey, Nancy
- LFSO Aeroporto Ochey, Nancy
- LFSP Aeroporto civile, Pontarlier
- LFSQ (Codice IATA = BOR) Aeroporto Fontaine, Belfort
- LFSR (Codice IATA = RHE) Aeroporto Champagne, Reims
- LFST (Codice IATA = SXB) Aeroporto di Strasburgo-Entzheim, Strasburgo
- LFSU Aeroporto civile, Rolampont
- LFSV Aeroporto civile, Pont-Saint-Vincent
- LFSW Aeroporto Plivot, Épernay
- LFSX Aeroporto Saint Sauveur, Luxeuil-les-Bains
- LFSY Aeroporto civile, Chaumont-Lavendue
- LFSZ (Codice IATA = VTL) Aeroporto Champ de Courses, Vittel
- LFTB Aeroporto civile, Marignane-Berre
- LFTF Aeroporto Pierrefeu, Cuers
- LFTG Aeroporto civile, Cannes-Palm Beach
- LFTH Aeroporto di Tolone-Hyères, Hyères
- LFTM Aeroporto civile, Serres La Batie Montsaleon
- LFTN Aeroporto civile, La-Grand-Combe
- LFTP Aeroporto civile, Puimoison
- LFTQ Aeroporto civile, Chateaubriand-Pouance
- LFTR Aeroporto civile, Tolosa-Blagnac
- LFTS (Codice IATA = TLN) Aeroporto civile, Toulon-Saint Mandrier
- LFTT Aeroporto civile, St. Tropez-Le Pilon
- LFTU (Codice IATA = FRJ) Aeroporto Saint Raphael, Fréjus
- LFTU Aeroporto civile, Saint-Raphaël
- LFTW (Codice IATA = FNI) Aeroporto di Nîmes Garons
- LFVM Aeroporto civile, Miquelon
- LFVP (Codice IATA = FSP) Aeroporto SAINT-PIERRE, Saint-Pierre e Miquelon
- LFXA Aeroporto En-Bugey, Amberieu
- LFXB Aeroporto civile, Saintes-Thenac
- LFXE Aeroporto civile, Camp de Moumelon
- LFXF Aeroporto civile, Limoges-Romanet
- LFXG Aeroporto civile, Camp de Bitche
- LFXH Aeroporto civile, Camp Du Valdahon
- LFXI Aeroporto civile, Apt-Saint Christol
- LFXK Aeroporto civile, Suippes
- LFXL Aeroporto civile, Mailly-Le Champ
- LFXM Aeroporto civile, Mourmelon
- LFXO Aeroporto civile, Camp de Coetquidan
- LFXP Aeroporto civile, Camp de Sissonne
- LFXQ Aeroporto civile, Coetquidan
- LFXR Aeroporto civile, Rochefort-Soubise
- LFXS Aeroporto civile, Camp de La Courtine
- LFXT Aeroporto civile, Camp de Caylus
- LFXU Aeroporto civile, Les Mureayx
- LFXV Aeroporto civile, Lyon-Mont Verdun
- LFXW Aeroporto civile, Camp Du Larzac
- LFXX Aeroporto civile, Camp de Suippes
- LFYD Aeroporto civile, Damblain
- LFYE Aeroporto Guise Air Force Base, Metz
- LFYG Aeroporto civile, Cambrai-Niergenies
- LFYH Aeroporto civile, Broye Les Pesmes
- LFYI Aeroporto civile, Nancy-Essey (7eme Rhc)
- LFYJ MET Station, Captieux
- LFYK Aeroporto Marville, Montmedy
- LFYL Aeroporto civile, Lure-Malbouhans
- LFYM Aeroporto civile, Marigny-le-Grand
- LFYN Aeroporto (4eme Dam), Nancy-Ville
- LFYP Aeroporto Essey (4eme RHCMS), Nancy
- LFYQ Aeroporto civile, Bordeaux-Souge
- LFYR Aeroporto Pruniers, Romorantin
- LFYS Aeroporto civile, Sainte-Leocadie
- LFYT Aeroporto civile, St. Simon-Clastres
- LFYU Aeroporto civile, Chenevieres Ccpge

## LG - Grecia
Vedi anche Aeroporti in Grecia.
- LGAD Andravida Air Base, Andravida
- LGAG (Codice IATA = AGQ) Agrinion Air Base, Agrinon
- LGAL (Codice IATA = AXD) Aeroporto di Kos, Coo
- LGAM Aeroporto civile, Amphiali Military Heliport
- LGAT (Codice IATA = ATH) Aeroporto di Atene-Ellinikon, Atene (chiuso nel 2001)
- LGAV (Codice IATA = ATH) Aeroporto di Atene-Eleftherios Venizelos, Atene (aperto nel 2001)
- LGAX Aeroporto civile, Alexandria Air Base
- LGBL (Codice IATA = VOL) Aeroporto di Nea Anchialos, Nea Anchialos
- LGEL Aeroporto di Elefsis, base militare, Eleusi
- LGEP Aeroporto civile, Epitalion
- LGHI (Codice IATA = JKH) Aeroporto di Chio, Chio
- LGHL (Codice IATA = PKH) Aeroporto civile, Porto Kheli Alexion
- LGIK Aeroporto civile, Icaria
- LGIO (Codice IATA = IOA) Aeroporto di Giannina, Giannina
- LGIR (Codice IATA = HER) Aeroporto di Candia-Nikos Kazantzakis, Candia
- LGKA (Codice IATA = KSO) Aeroporto di Kastoria-Aristotelis, Kastoria
- LGKC (Codice IATA = KIT) Aeroporto di Cerigo, Cerigo (Citèra)
- LGKF (Codice IATA = EFL) Aeroporto di Cefalonia, Cefalonia
- LGKJ (Codice IATA = KZS) Aeroporto civile, Castelrosso
- LGKL (Codice IATA = KLX) Aeroporto di Kalamata, Calamata
- LGKM (Codice IATA = KVA) Kavala Amigdhaleon Air Base, Kavala
- LGKN Marathon Kotroni Air Base, Maratona
- LGKO (Codice IATA = KGS) Aeroporto di Alessandropoli-Dimokritos
- LGKP (Codice IATA = AOK) Aeroporto di Scarpanto, Scarpanto
- LGKR (Codice IATA = CFU) Aeroporto di Corfù-Giovanni Capodistria, Corfù
- LGKS (Codice IATA = KSJ) Aeroporto civile, Kasos Island
- LGKV (Codice IATA = KVA) Aeroporto Chrisoupolis, Kavala Megas Alexandros
- LGKZ (Codice IATA = KZI) Aeroporto civile, Kozani
- LGLE (Codice IATA = LRS) Aeroporto civile, Lero
- LGLM (Codice IATA = LXS) Aeroporto di Lemno
- LGLR (Codice IATA = LRA) Aeroporto civile, Larissa
- LGMG Air Base, Megara
- LGMK (Codice IATA = JMK) Aeroporto civile, Mykonos
- LGML (Codice IATA = MLO) Aeroporto civile, Milo
- LGMR Aeroporto civile, Maratona
- LGMT (Codice IATA = MJT) Aeroporto di Mitilene, Mitilene
- LGNX Aeroporto civile, Naxos
- LGPA (Codice IATA = PAS) Aeroporto civile, Paro
- LGPL Aeroporto civile, Stampalia
- LGPZ (Codice IATA = PVK) Aeroporto di Prevesa, Prevesa
- LGRD Aeroporto di Rodi-Marizza, Rodi
- LGRL (Codice IATA = LRA) Aeroporto civile, Larissa
- LGRP (Codice IATA = RHO) Aeroporto di Rodi-Diagoras, Rodi
- LGRX (Codice IATA = GPA) Aeroporto civile, Araxos
- LGSA (Codice IATA = CHQ) Aeroporto di La Canea-Suda, La Canea
- LGSD Air Base, Sedes
- LGSK (Codice IATA = JSI) Aeroporto civile, Sciato
- LGSM (Codice IATA = SMI) Aeroporto civile, Samo
- LGSO (Codice IATA = JSY) Aeroporto civile, Syros Island/Sykros
- LGSP (Codice IATA = SPJ) Aeroporto civile, Sparta
- LGSR (Codice IATA = JTR) Aeroporto di Santorini, Santorini
- LGST (Codice IATA = JSH) Aeroporto civile, Sitia
- LGSV Sefanovikion Air Base, Stefanovikion
- LGSY (Codice IATA = SKU) Aeroporto/Air Base, Skiros
- LGTG Aeroporto civile, Tanagra
- LGTL Aeroporto civile, Kasteli
- LGTP Aeroporto civile, Tripoli
- LGTS (Codice IATA = SKG) Aeroporto di Salonicco-Macedonia, Salonicco
- LGTT DekeliaTatoi Air Base, Tatoi
- LGVO (Codice IATA = VOL) Aeroporto civile, Volos Airport/Air Base
- LGZA (Codice IATA = ZTH) Aeroporto di Zante

## LH - Ungheria
Vedi anche Aeroporti in Ungheria.
- LHAA Centro di controllo, Budapest Caa
- LHBC Aeroporto civile, Békéscsaba
- LHBM Centro meteo, Budapest
- LHBP Aeroporto civile, (Codice IATA = BUD) Aeroporto di Budapest-Ferihegy,
- LHBS Aeroporto civile, Budaörs
- LHCC centro di controllo, Budapest Acc
- LHDC (Codice IATA = DEB) Aeroporto di Debrecen
- LHDK Aeroporto civile, Dunakeszi
- LHDV Aeroporto civile, Dunaújváros
- LHEM Aeroporto civile, Esztergom (Strigonio)
- LHFH Aeroporto civile, Farkashegy
- LHFM Aeroporto civile, Fertőszentmiklós
- LHGD Aeroporto civile, Gödöllő
- LHGY Aeroporto civile, Gyöngyös
- LHHH Aeroporto civile, Hármashatárhegy
- LHJK Aeroporto civile, Jakabszállás
- LHKC Aeroporto civile, Kecel
- LHKE Aeroporto militare, Kecskemét
- LHKH Aeroporto civile, Kiskunfélegyháza
- LHKV Aeroporto civile, Kaposvár
- LHMC (Codice IATA = MCQ) Aeroporto civile, Miskolc
- LHNY Aeroporto civile, Nyíregyháza-Napkor
- LHOY Aeroporto civile, Őcsény
- LHPA Aeroporto militare, Pápa
- LHPP Aeroporto civile, Pécs-Pogany
- LHPR Aeroporto civile, Aeroporto di Győr-Pér
- LHSA Aeroporto militare, Szentkirályszabadja
- LHSK Aeroporto, Siófok-Kility
- LHSM (Codice IATA = SOB) Aeroporto del Balaton-Sármellék
- LHSN Aeroporto militare Szolnok
- LHSS Aeroporto privato (?), Szolnok-Szandaszőlős
- LHSY Aeroporto civile, Szombathely
- LHSZ Aeroporto civile, Szentes
- LHTA Aeroporto civile, Taszár
- LHTL Aeroporto civile, Tököl
- LHUD Aeroporto civile, Seghedino
- LHZA Aeroporto civile, Zalaegerszeg

## LI - Italia
Vedi anche Aeroporti in Italia.
| Codice ICAO | Civile | Militare | Codice IATA | Nome Aeroporto                                    | Località                          |
| ----------- | ------ | -------- | ----------- | ------------------------------------------------- | --------------------------------- |
| LIAA        | C      |          | QIL         | Aviosuperficie di Terni                           | Terni (TR)                        |
| LIAD        |        |          |             | Elisuperficie Ponte Galeria                       | Ponte Galeria (RM)                |
| LIAF        | C      |          |             | Aeroporto di Foligno                              | Foligno (PG)                      |
| LIAO        |        |          |             | Elisuperficie Il Ciocco                           | Barga (LU)                        |
| LIAP        | C      |          | QAQ         | Aeroporto di L'Aquila-Preturo                     | L'Aquila (AQ)                     |
| LIAQ        | C      |          |             | Aeroporto di Aquino                               | Aquino (FR)                       |
| LIAR        | C      |          |             | Aeroporto di Furbara                              | Furbara (RM)                      |
| LIAT        | C      |          |             | Aeroporto di Pontedera                            | Pontedera (PI)                    |
| LIAU        | C      |          |             | Aeroporto di Capua                                | Capua (CE)                        |
| LIBA        |        | M        |             | Aeroporto di Amendola                             | San Giovanni Rotondo (FG)         |
| LIBC        | C      |          | CRV         | Aeroporto di Crotone                              | Crotone (KR)                      |
| LIBD        | C      |          | BRI         | Aeroporto di Bari-Palese Macchie                  | Bari (BA)                         |
| LIBE        |        | M        |             | Stazione meteorologica di Monte Sant'Angelo       | Monte Sant'Angelo (FG)            |
| LIBF        | C      |          | FOG         | Aeroporto di Foggia                               | Foggia (FG)                       |
| LIBG        | C      |          | TAR         | Aeroporto di Taranto-Grottaglie                   | Grottaglie (TA)                   |
| LIBN        |        | M        |             | Aeroporto di Lecce-Galatina                       | Lecce (LE)                        |
| LIBP        | C      |          | PSR         | Aeroporto di Pescara                              | Pescara (PE)                      |
| LIBR        | C      |          | BDS         | Aeroporto di Brindisi-Casale                      | Brindisi (BR)                     |
| LIBS        |        | M        |             | Stazione meteorologica di Campobasso              | Campobasso (CB)                   |
| LIBT        |        | M        |             | Stazione meteorologica di Termoli                 | Termoli (CB)                      |
| LIBV        |        | M        |             | Aeroporto di Gioia del Colle                      | Gioia del Colle (BA)              |
| LIBZ        | C      |          |             | Stazione meteorologica di Potenza                 | Potenza (PZ)                      |
| LICA        | C      |          | SUF         | Aeroporto di Lamezia Terme                        | Lamezia Terme (CZ)                |
| LICB        | C      |          | CIY         | Aeroporto di Comiso                               | Comiso (RG)                       |
| LICC        | C      |          | CTA         | Aeroporto di Catania-Fontanarossa                 | Catania (CT)                      |
| LICD        | C      |          | LMP         | Aeroporto di Lampedusa                            | Lampedusa (AG)                    |
| LICE        | C      |          |             | Idroscalo di Enna                                 | Enna (EN)                         |
| LICG        | C      | M        | PNL         | Aeroporto di Pantelleria                          | Pantelleria (TP)                  |
| LICJ        | C      |          | PMO         | Aeroporto di Palermo-Punta Raisi                  | Palermo (PA)                      |
| LICK        |        | M        |             | Idroscalo di Siracusa                             | Siracusa (SR)                     |
| LICL        |        |          |             | Stazione meteorologica di Gela                    | Gela (CL)                         |
| LICO        |        |          |             | Stazione meteorologica di Cozzo Spadaro           | Portopalo di Capo Passero (SR)    |
| LICP        | C      |          |             | Aeroporto di Palermo-Boccadifalco                 | Palermo (PA)                      |
| LICR        | C      |          | REG         | Aeroporto di Reggio Calabria                      | Reggio Calabria (RC)              |
| LICT        | C      | M        | TPS         | Aeroporto di Trapani-Birgi                        | Trapani (TP)                      |
| LICZ        |        | M        |             | Aeroporto di Sigonella                            | Lentini (SR)                      |
| LIDA        | C      |          |             | Aeroporto di Asiago                               | Asiago (VI)                       |
| LIDB        | C      |          | BLX         | Aeroporto di Belluno                              | Belluno (BL)                      |
| LIDE        | C      |          | ZRO         | Aeroporto di Reggio Emilia                        | Reggio Emilia (RE)                |
| LIDF        | C      |          |             | Aeroporto di Fano                                 | Fano (PU)                         |
| LIDG        | C      |          |             | Aeroporto di Lugo                                 | Lugo (RA)                         |
| LIDH        | C      |          |             | Aeroporto di Thiene                               | Thiene (VI)                       |
| LIDI        | C      |          |             | Aeroporto di Cortina d'Ampezzo-Fiames             | Cortina d'Ampezzo (BL)            |
| LIDK        |        | M        |             | Aeroporto di Casarsa                              | Casarsa della Delizia (PN)        |
| LIDL        | C      |          |             | Aeroporto di Legnago                              | Legnago (VR)                      |
| LIDM        | C      |          |             | Aeroporto di Mantova-Migliaretto                  | Mantova (MN)                      |
| LIDP        | C      |          |             | Aeroporto di Pavullo nel Frignano                 | Pavullo nel Frignano (MO)         |
| LIDR        | C      |          |             | Aeroporto di Ravenna                              | Ravenna (RA)                      |
| LIDT        | C      |          |             | Aeroporto di Trento                               | Trento (TN)                       |
| LIDU        | C      |          |             | Aeroporto di Carpi-Budrione                       | Carpi (MO)                        |
| LIDV        | C      |          |             | Aeroporto di Prati Vecchi di Aguscello            | Ferrara (FE)                      |
| LIEA        | C      | M        | AHO         | Aeroporto di Alghero-Fertilia                     | Fertilia (Alghero, SS)            |
| LIEB        |        | M        |             | Stazione meteorologica di Capo Bellavista         | Tortolì (NU)                      |
| LIEC        |        | M        |             | Stazione meteorologica di Capo Carbonara          | Villasimius (CA)                  |
| LIED        |        | M        |             | Aeroporto di Cagliari-Decimomannu                 | Decimomannu (CA)                  |
| LIEE        | C      | M        | CAG         | Aeroporto di Cagliari-Elmas                       | Elmas (CA)                        |
| LIEF        |        | M        |             | Stazione meteorologica di Capo Frasca             | Arbus (CA)                        |
| LIEG        |        | M        |             | Stazione meteorologica di Guardiavecchia          | La Maddalena (SS)                 |
| LIEH        |        | M        |             | Stazione meteorologica di Capo Caccia             | Capo Caccia (Alghero, SS)         |
| LIEL        |        | M        |             | Stazione meteorologica di Capo San Lorenzo        | Villaputzu (CA)                   |
| LIEM        |        | M        |             | Stazione meteorologica di Macomer                 | Macomer (NU)                      |
| LIEN        |        | M        |             | Stazione meteorologica di Fonni                   | Fonni (NU)                        |
| LIEO        | C      |          | OLB         | Aeroporto di Olbia-Costa Smeralda                 | Olbia (SS)                        |
| LIEP        |        | M        |             | Stazione meteorologica di Perdasdefogu            | Perdasdefogu (SS)                 |
| LIER        | C      |          | FNU         | Aeroporto di Oristano-Fenosu                      | Oristano (OR)                     |
| LIES        | C      |          |             | Elisuperficie Villa La Contra                     | Porto Cervo (SS)                  |
| LIET        | C      |          | TTB         | Aeroporto di Tortolì-Arbatax                      | Arbatax (Tortolì, NU)             |
| LIEV        |        |          |             | Aeroporto di Olbia-Venafiorita                    | Olbia (SS)                        |
| LIFM        |        | M        |             | Idroscalo di Marsala Stagnone                     | Marsala (TP)                      |
| LIKE        |        |          |             | Aviosuperficie A.Li.Caorle                        | Caorle (VE)                       |
| LIKD        |        |          |             | Aviosuperficie ed elisuperficie di Torraccia      | Domagnano (RSM)                   |
| LIKO        |        |          |             | Aviosuperficie Guglielmo Zamboni                  | Ozzano dell'Emilia (BO)           |
| LILA        | C      |          |             | Aeroporto di Alessandria                          | Alessandria (AL)                  |
| LILB        | C      |          |             | Aeroporto di Alzate Brianza                       | Alzate Brianza (CO)               |
| LILC        | C      |          |             | Aeroporto di Calcinate del Pesce                  | Calcinate del Pesce (VA)          |
| LILE        | C      |          |             | Aeroporto di Biella                               | Biella (BI)                       |
| LILF        | C      |          |             | Aviosuperficie di Castelnuovo Don Bosco           | Castelnuovo Don Bosco (AT)        |
| LILG        | C      |          |             | Aeroporto di Vergiate                             | Vergiate (VA)                     |
| LILH        | C      |          |             | Aeroporto di Voghera-Rivanazzano                  | Voghera (PV)                      |
| LILI        | C      |          |             | Aeroporto di Vercelli                             | Vercelli (VC)                     |
| LILM        | C      |          |             | Aeroporto di Casale Monferrato                    | Casale Monferrato (AL)            |
| LILN        | C      |          |             | Aeroporto di Venegono Superiore                   | Venegono Superiore (VA)           |
| LILO        | C      |          |             | Aeroporto di Caiolo                               | Caiolo (SO)                       |
| LILQ        | C      |          |             | Aeroporto di Massa-Cinquale                       | Massa (MS)                        |
| LILR        | C      |          |             | Aeroporto Migliaro                                | Cremona (CR)                      |
| LILS        | C      |          |             | Eliporto di Clusone                               | Clusone (BG)                      |
| LILV        | C      |          |             | Aeroporto della Valbrembo                         | Valbrembo (BG)                    |
| LILW        |        | M        |             | Aeroporto di Venaria Reale                        | Venaria Reale (TO)                |
| LILY        |        |          |             | Idroscalo Internazionale di Como                  | Como (CO)                         |
| LIMA        |        |          |             | Torino Aeritalia                                  | Torino (TO)                       |
| LIMB        | C      |          |             | Aeroporto di Bresso                               | Bresso (MI)                       |
| LIMC        | C      |          | MXP         | Aeroporto di Milano-Malpensa                      | Somma Lombardo (VA)               |
| LIMD        | C      |          |             | Teleposto di Grigna Settentrionale                | Grigna settentrionale (LC)        |
| LIME        | C      |          | BGY         | Aeroporto di Bergamo-Orio al Serio                | Orio al Serio (BG)                |
| LIMF        | C      |          | TRN         | Aeroporto di Torino-Caselle                       | Caselle Torinese (TO)             |
| LIMG        | C      |          | ALL         | Aeroporto di Albenga-Riviera Airport              | Villanova d'Albenga (SV)          |
| LIMH        |        | M        |             | Stazione meteorologica di Plateau Rosa            | Plateau Rosa (AO)                 |
| LIMI        | C      |          |             | Teleposto di Colle del Gigante                    | Colle del Gigante (AO)            |
| LIMJ        | C      |          | GOA         | Aeroporto di Genova-Sestri Ponente                | Genova-Sestri Ponente (GE)        |
| LIMK        |        | M        |             | Stazione meteorologica di Torino-Bric della Croce | Pecetto Torinese (TO)             |
| LIML        | C      |          | LIN         | Aeroporto di Milano-Linate                        | Milano-Linate (MI)                |
| LIMM        |        |          |             | ACC/COM Center                                    | Milano (MI)                       |
| LIMN        |        | M        |             | Aeroporto di Cameri                               | Cameri (NO)                       |
| LIMP        | C      |          | PMF         | Aeroporto di Parma                                | Parma (PR)                        |
| LIMQ        |        | M        |             | Stazione meteorologica di Govone                  | Govone (CN)                       |
| LIMR        | C      |          |             | Aeroporto di Novi Ligure                          | Novi Ligure (AL)                  |
| LIMS        |        | M        |             | Aeroporto di Piacenza                             | Piacenza (PC)                     |
| LIMU        |        | M        |             | 115ª Squadriglia Radar Remota                     | Andora (SV)                       |
| LIMW        |        |          | AOT         | Aeroporto di Aosta                                | Aosta (AO)                        |
| LIMY        |        | M        |             | Stazione meteorologica di Mondovì                 | Mondovì (CN)                      |
| LIMZ        | C      |          | CUF         | Aeroporto di Cuneo-Levaldigi                      | Cuneo (CN)                        |
| LINB        |        |          |             | Aviosuperficie Corte                              | Melpignano (LE)                   |
| LINL        | C      |          |             | Aeroporto Lepore San Cataldo                      | Lecce (LE)                        |
| LINM        |        | M        |             | Aeroporto di Manduria                             | Manduria (TA)                     |
| LIPA        |        | M        | AVB         | Aeroporto di Aviano                               | Aviano (PN)                       |
| LIPB        | C      |          | BZO         | Aeroporto Bolzano Dolomiti                        | Bolzano (BZ)                      |
| LIPC        |        | M        |             | Aeroporto di Cervia-Pisignano                     | Cervia (RA)                       |
| LIPD        |        | M        |             | Aeroporto di Udine-Campoformido                   | Campoformido (UD)                 |
| LIPE        | C      |          | BLQ         | Aeroporto di Bologna-Borgo Panigale               | Bologna (BO)                      |
| LIPF        | C      |          |             | Aeroporto di Ferrara                              | Ferrara (FE)                      |
| LIPG        | C      |          |             | Aeroporto di Gorizia                              | Gorizia (GO)                      |
| LIPH        | C      |          | TSF         | Aeroporto di Treviso-Sant'Angelo                  | Treviso (TV)                      |
| LIPI        |        | M        |             | Aeroporto di Rivolto                              | Rivolto (UD)                      |
| LIPJ        | C      |          |             | Aeroporto di Bassano del Grappa                   | Bassano del Grappa (VI)           |
| LIPK        | C      |          | FRL         | Aeroporto di Forlì                                | Forlì (FC)                        |
| LIPL        |        | M        |             | Aeroporto di Ghedi                                | Ghedi (BS)                        |
| LIPM        | C      |          |             | Aeroporto di Modena                               | Modena (MO)                       |
| LIPN        | C      |          |             | Aeroporto di Verona-Boscomantico                  | Verona (VR)                       |
| LIPO        | C      |          | VBS         | Aeroporto di Brescia-Montichiari                  | Montichiari (BS)                  |
| LIPP        |        |          |             | ACC/COM Center                                    | Padova (PD)                       |
| LIPQ        | C      |          | TRS         | Aeroporto di Trieste-Ronchi dei Legionari         | Ronchi dei Legionari (GO)         |
| LIPR        | C      |          | RMI         | Aeroporto di Rimini-San Marino                    | Rimini (RN)                       |
| LIPS        |        | M        |             | Aeroporto di Istrana                              | Istrana (TV)                      |
| LIPT        | C      |          |             | Aeroporto di Vicenza                              | Vicenza (VI)                      |
| LIPU        | C      |          |             | Aeroporto di Padova                               | Padova (PD)                       |
| LIPV        | C      |          |             | Aeroporto di Venezia-Lido                         | Venezia (VE)                      |
| LIPX        | C      | M        | VRN         | Aeroporto di Verona-Villafranca                   | Villafranca di Verona (VR)        |
| LIPY        | C      |          | AOI         | Aeroporto di Ancona-Falconara                     | Falconara Marittima (AN)          |
| LIPZ        | C      |          | VCE         | Aeroporto di Venezia-Tessera                      | Tessera (VE)                      |
| LIQA        |        |          |             | Elisuperficie di Avezzano                         | Avezzano (AQ)                     |
| LIQB        | C      |          |             | Aeroporto di Arezzo                               | Arezzo (AR)                       |
| LIQC        | C      |          |             | Eliporto di Capri-Damecuta                        | Capri (NA)                        |
| LIQD        |        | M        |             | Stazione meteorologica di Passo Porretta          | Passo della Porretta (PT)         |
| LIQE        |        |          |             | Elisuperficie Badia di Cantignano                 | Badia di Cantignano (LU)          |
| LIQF        | C      |          |             | Aviosuperficie Sansepolcro                        | Sansepolcro (AR)                  |
| LIQG        |        | M        |             | Stazione meteorologica di Gorgona                 | Isola di Gorgona (LI)             |
| LIQL        | C      |          |             | Aeroporto di Lucca-Tassignano                     | Tassignano (LU)                   |
| LIQM        |        | M        |             | Stazione meteorologica di Rifredo Mugello         | Rifredo (FI)                      |
| LIQN        | C      |          |             | Aeroporto di Rieti                                | Rieti (RI)                        |
| LIQO        |        | M        |             | Stazione meteorologica di Monte Argentario        | Monte Argentario (GR)             |
| LIQP        |        | M        |             | Stazione meteorologica di Isola di Palmaria       | Isola Palmaria (SP)               |
| LIQQ        | C      |          |             | Aviosuperficie Serristori                         | Castiglion Fiorentino (AR)        |
| LIQS        | C      |          | SAY         | Aeroporto di Siena-Ampugnano                      | Siena (SI)                        |
| LIQV        |        | M        |             | Stazione meteorologica di Volterra                | Volterra (PI)                     |
| LIQW        | C      | M        | QLP         | Aeroporto di Luni Sarzana                         | Luni (SP)                         |
| LIQZ        |        | M        |             | Stazione meteorologica di Ponza                   | Ponza (LT)                        |
| LIRA        | C      | M        | CIA         | Aeroporto di Roma-Ciampino                        | Ciampino (RM)                     |
| LIRB        |        | M        |             | Aeroporto di Vigna di Valle                       | Vigna di Valle (RM)               |
| LIRC        |        | M        |             | Aeroporto di Roma-Centocelle                      | Centocelle (RM)                   |
| LIRD        |        | M        |             | Teleposto di Poggio Ballone                       | Poggio Ballone (GR)               |
| LIRE        |        | M        | QLY         | Aeroporto di Pratica di Mare                      | Pratica di Mare (RM)              |
| LIRF        | C      |          | FCO         | Aeroporto internazionale Roma-Fiumicino           | Fiumicino (RM)                    |
| LIRG        |        | M        |             | Aeroporto di Guidonia                             | Guidonia (RM)                     |
| LIRH        |        | M        | QFR         | Aeroporto di Frosinone                            | Frosinone (FR)                    |
| LIRI        | C      |          | QSR         | Aeroporto di Salerno-Pontecagnano                 | Pontecagnano Faiano (SA)          |
| LIRJ        | C      |          |             | Aeroporto di Marina di Campo                      | Isola d'Elba (LI)                 |
| LIRL        |        | M        |             | Aeroporto di Latina                               | Latina Scalo (LT)                 |
| LIRM        |        | M        |             | Aeroporto di Caserta-Grazzanise                   | Grazzanise (CE)                   |
| LIRN        | C      | M        | NAP         | Aeroporto di Napoli-Capodichino                   | Napoli                            |
| LIRO        | C      |          |             | Aeroporto di Licola                               | Licola (NA)                       |
| LIRP        | C      | M        | PSA         | Aeroporto di Pisa-San Giusto                      | Pisa (PI)                         |
| LIRQ        | C      |          | FLR         | Aeroporto di Firenze-Peretola                     | Peretola (FI)                     |
| LIRS        | C      | M        | GRS         | Aeroporto della Maremma Corrado Baccarini         | Grosseto (GR)                     |
| LIRT        |        | M        |             | Stazione meteorologica di Trevico                 | Trevico (AV)                      |
| LIRU        | C      |          |             | Aeroporto di Roma-Urbe                            | Roma (RM)                         |
| LIRV        |        | M        |             | Aeroporto di Viterbo                              | Viterbo (VT)                      |
| LIRX        |        | M        |             | Stazione meteorologica di Elba-Monte Calamita     | Monte Calamita (LI)               |
| LIRZ        | C      |          | PEG         | Aeroporto di Perugia-Sant'Egidio                  | Perugia (PG)                      |
| LIVD        | C      |          |             | Aeroporto di Dobbiaco                             | Dobbiaco (BZ)                     |
| LIVF        | C      |          |             | Stazione meteorologica di Frontone                | Frontone (PU)                     |
| LIVH        | C      |          |             | Aeroporto di Concordia Sagittaria                 | Lame di Concordia Sagittaria (VE) |
| LIVK        |        | M        |             | Base aerea di Poggio Renatico                     | Poggio Renatico (FE)              |
| LIVO        | C      |          |             | Stazione meteorologica di Tarvisio                | Tarvisio (UD)                     |
| LIVT        | C      |          |             | Stazione meteorologica di Trieste Barcola         | Trieste (TS)                      |

## LJ - Slovenia
Vedi anche Aeroporti in Slovenia.
- LJAJ Aeroporto civile, Ajdodovscina
- LJBL Aeroporto civile, Lesce
- LJBO Aeroporto civile, Plezzo
- LJCE Aeroporto civile, Cerklje
- LJCL Aeroporto civile, Celje
- LJLA FIR, Lubiana
- LJLJ (ex LYLJ) (Codice IATA = LJU) Aeroporto di Lubiana Jože Pučnik, Lubiana
- LJMB (Codice IATA = MBX) Aeroporto di Maribor Edvard Rusjan, Maribor
- LJMS Aeroporto civile, Murska Sobota
- LJNM Aeroporto civile, Novo Mesto
- LJPO Aeroporto civile, Postumia
- LJPT Aeroporto civile, Ptuj
- LJPZ (ex LYPZ)(Codice IATA = POW) Aeroporto di Portorose, Portorose
- LJSG Aeroporto civile, Slovenj Gradec
- LJVE Aeroporto civile, Velenje

## LK - Repubblica Ceca
Vedi anche Aeroporti in Repubblica Ceca.
- LKAA FIR, Praga
- LKBA Aeroporto civile, Břeclav
- LKBC Bechyně Air Base, Bechyně
- LKBE Aeroporto civile, Benešov
- LKBL Blatná Air Base, Blatná
- LKBO Aeroporto civile, Bohuňovice
- LKBR Aeroporto civile, Broumov
- LKBU Aeroporto Dubovice, Beroun
- LKCB Cheb Air Base, Cheb
- LKCE Aeroporto civile, Česká Lípa
- LKCH Aeroporto civile, Chomutov
- LKCL Aeroporto Cernovice, Brno
- LKCM Aeroporto Medlanky, Brno
- LKCO Aeroporto civile, Choceń
- LKCR Aeroporto civile, Chrudim
- LKCS České Budějovice Air Base, České Budějovice
- LKCT Aeroporto civile, Chotěboř
- LKCV Čáslav Air Base, Čáslav
- LKDK Aeroporto civile, Dvur Kralove
- LKER Aeroporto civile, Erpruzice
- LKFR Aeroporto civile, Frýdlant
- LKHB Aeroporto civile, Havlíčkův Brod
- LKHC Aeroporto civile, Hořice
- LKHD Aeroporto civile, Hodkovice
- LKHK Aeroporto civile, Hranice
- LKHO (Codice IATA = GTW) Aeroporto civile, Holešov
- LKHR Hradec Králové Air Base, Hradec Králové
- LKHS Aeroporto Hosín, České Budějovice
- LKHV Aeroporto civile, Hořovice
- LKJA Aeroporto civile, Jaroměř
- LKJC Aeroporto civile, Jičín
- LKJH Aeroporto civile, Jindřichův Hradec
- LKJI Aeroporto civile, Jihlava
- LKKA Aeroporto civile, Křižanov
- LKKB Kbely Air Base, Praga
- LKKC Aeroporto civile, Krizenec
- LKKL Aeroporto civile, Kladno
- LKKM Aeroporto civile, Kroměříž
- LKKO Aeroporto civile, Kolín
- LKKR Aeroporto civile, Krnov
- LKKT Aeroporto civile, Klatovy
- LKKU Aeroporto civile, Kunovice
- LKKV (Codice IATA = KLV) Aeroporto civile, Karlovy Vary
- LKKY Aeroporto civile, Kyjov
- LKKZ (Codice IATA = KSC) Aeroporto Barca, Košice, RSK
- LKKZ Aeroporto civile, Košice
- LKLB Aeroporto civile, Liberec
- LKLN Aeroporto civile, Líně
- LKLT Aeroporto Letnany, Praga
- LKMB Aeroporto civile, Mladá Boleslav
- LKMH Aeroporto civile, Mnichovo Hradiště
- LKMI Aeroporto Mikulovice, Jeseník
- LKMK Aeroporto civile, Moravská Třebová
- LKML Aeroporto civile, Mlada
- LKMO Aeroporto civile, Most
- LKMR (Codice IATA = MKA) Aeroporto civile, Mariánské Lázně
- LKMT (Codice IATA = OSR) Aeroporto MOSNOV, Ostrava
- LKNA Namest Air Base, Namest
- LKNM Aeroporto civile, Nové Město nad Metují
- LKNY Aeroporto civile, Nymburk
- LKOL (Codice IATA = OLO) Aeroporto civile, Olomouc
- LKOT Aeroporto civile, Otrokovice
- LKPA Aeroporto civile, Polička
- LKPB Aeroporto Bory, Plzeň
- LKPD Pardubice Air Base, Pardubice
- LKPI Aeroporto civile, Přibyslav
- LKPJ Aeroporto civile, Prostějov
- LKPK Aeroporto Krasovice, Písek
- LKPL Aeroporto Letkov, Plzeň
- LKPM Aeroporto civile, Příbram
- LKPN Aeroporto civile, Podhořany u Ronova
- LKPO (Codice IATA = PRV) Aeroporto civile, Přerov
- LKPP Aeroporto civile, Piešťany Slovacchia
- LKPP (Codice IATA = PZY) Aeroporto civile, Piešťany, RSK
- LKPR (Codice IATA = PRG) Aeroporto di Praga-Ruzyně, Praga
- LKPS Aeroporto civile, Plasy
- LKPV Pacov Air Base, Pacov
- LKPY Aeroporto civile, Panenský Týnec
- LKRA Aeroporto Raná, Louny
- LKRK Aeroporto civile, Rakovník
- LKRO Aeroporto civile, Roudnice
- LKSA Aeroporto civile, Staňkov
- LKSB Aeroporto civile, Štichovice
- LKSK Aeroporto civile, Skuteč
- LKSL Aeroporto civile, Sliač Slovacchia
- LKSL (Codice IATA = SLD) Aeroporto civile, Sliač, RSK
- LKSN Aeroporto civile, Slaný
- LKSO Aeroporto civile, Soběslav
- LKSR Aeroporto Strunkovice, Prachatice
- LKST Aeroporto civile, Strakonice
- LKSU Aeroporto civile, Šumperk
- LKSZ Aeroporto Sazena, Kralupy
- LKTA Aeroporto civile, Tábor
- LKTB (Codice IATA = BRQ) Aeroporto TURANY, Brno
- LKTC Aeroporto Tocna, Praga
- LKTD Aeroporto civile, Tachov
- LKTO Aeroporto civile, Toužim
- LKTV Aeroporto Vsechov, Tábor
- LKUO Aeroporto civile, Usti Nad Orlici
- LKVL Aeroporto civile, Vlašim
- LKVM Aeroporto civile, Vysoké Mýto
- LKVO Aeroporto civile, Vodochody
- LKVP Aeroporto civile, Clasim
- LKVP Aeroporto civile, Velké Poříčí
- LKVR Aeroporto civile, Vrchlabí
- LKVY Aeroporto civile, Vyškov
- LKZA (Codice IATA = ZBE) Aeroporto Zabreh, Ostrava
- LKZB Aeroporto civile, Zbraslavice
- LKZC Žatec Air Base, Žatec
- LKZM Aeroporto civile, Žamberk
- LKZN Aeroporto civile, Znojmo

## LL - Israele
Vedi anche Aeroporti in Israele.
- LLAA Airports Authority
- LLBD Israel Met Service
- LLBG (Codice IATA = TLV) Aeroporto di Tel Aviv-D. Ben Gurion
- LLBS (Codice IATA = BEV) Aeroporto Teyman, Be'er Sheva
- LLEK Aeroporto EKRON AB, Tel-Nof
- LLEQ Tel Nof Ekron Air Base, Tel Nov
- LLES Aeroporto civile, Eyn-Shemer
- LLET (Codice IATA = ETH) Aeroporto J. Hozman, Eilat
- LLEY (Codice IATA = EIY) Aeroporto civile, Ein Yahav
- LLFK Aeroporto civile, Fiq Airstrip
- LLHA (Codice IATA = HFA) Aeroporto U. Michaeli, Haifa
- LLHB Aeroporto civile, Beet Sheeba Hatzerim
- LLHS Aeroporto civile, Haztor Air Base
- LLHZ Aeroporto civile, Herzila
- LLIB (Codice IATA = RPN) Aeroporto Mahanaim Ben Yaakov Airport, Rosh Pina
- LLJM Aeroporto civile, Ministry Of Transport
- LLKS (Codice IATA = KSW) Aeroporto civile, Kiryat Shimona
- LLLL FIR/CTA/UTA, Tel Aviv Sde Dov
- LLMG Aeroporto civile, Megido Airstrip
- LLMR Ramon Air Base, Mitzpe Ramon
- LLMZ (Codice IATA = MTZ) Aeroporto Bar Yehuda, Masada
- LLNV Nevatim Air Base, Nevatim Ab
- LLOV (Codice IATA = VDA) Aeroporto di Ovda, Ovda
- LLRD Aeroporto civile, Ramat David Air Base
- LLRM Aeroporto civile, Ramon Air Base
- LLSC Aeroporto civile, Israel South Acc
- LLSD (Codice IATA = SDV) Aeroporto di Tel Aviv-Sde-Dov, Tel Aviv Yafo
- LLTA ACC, Tel Aviv

## LM - Malta
Vedi anche Aeroporti a Malta
- LMMG (Codice IATA: GZM), Eliporto di Gozo, Xewkija
- LMML (Codice IATA: MLA), Aeroporto Internazionale di Malta, Luca
- LMMM Centro di controllo d'area, Malta Acc

## LN - Monaco
- LNMC (Codice IATA: MCM), Eliporto di Monaco, Monte Carlo (Principato di Monaco)

## LO - Austria
Vedi anche Aeroporti in Austria.
- LOAA Aeroporto civile, Ottenschlag
- LOAB Aeroporto civile, Dobersberg
- LOAC Aeroporto civile, Kittsee Lkh Hel
- LOAD Aeroporto civile, Völtendorf
- LOAE Aeroporto civile, Eisenstadt (lkh) Heliport
- LOAG Aeroporto civile, Krems-Langenlois
- LOAH Aeroporto Horn KH Hel, Hollabrunn Heliport
- LOAI Aeroporto civile, Vienna Neudorf-Isovolt Heliport
- LOAK Aeroporto civile, Krems (akh) Heliport
- LOAL Aeroporto civile, Leoopoldsdorf-Marchfeld
- LOAM Aeroporto civile, Wien Meidling Heliport
- LOAN Aeroporto civile, Wiener Neustadt Ost
- LOAO Aeroporto civile, Oberpullendorf Hel
- LOAP Aeroporto civile, St. Pölten (kh) Heliport
- LOAS Aeroporto civile, Spitzerberg
- LOAT Aeroporto civile, Eisenstadt
- LOAU Aeroporto civile, Stockerau
- LOAV Aeroporto civile, Vöslau
- LOGF Aeroporto civile, Fürstenfeld
- LOGG Aeroporto civile, Güssing-Punitz
- LOGH Aeroporto civile, Graz (lkh) Heliport
- LOGI Aeroporto civile, Trieben
- LOGK Aeroporto civile, Kapfenberg
- LOGL Aeroporto civile, Lanzen-Turnau
- LOGM Aeroporto civile, Mariazell
- LOGO Aeroporto civile, Niederöblaun
- LOGP Aeroporto civile, Pinkafeld
- LOGR Aeroporto civile, Oberwart Heliport
- LOGT Aeroporto civile, Leoben-Timmersdorf
- LOGU Aeroporto civile, Graz (ukh) Military Heliport
- LOGW Aeroporto civile, Weiz Unterfladnitz
- LOIA Aeroporto civile, Kitzbuhel Kh Hel
- LOIB Aeroporto civile, Kitzbuhel Horlahof Hel
- LOIE Aeroporto civile, Reutte Kh Hel
- LOIH (Codice IATA = HOH) Aeroporto Dornbirn, Hohenems
- LOIJ Aeroporto civile, St. Johann-Tirol
- LOIK Aeroporto civile, Kufstein-Langkampfen
- LOIR Aeroporto civile, Reutte-Höfen
- LOIS Aeroporto civile, Wattens Swarowski
- LOIT Aeroporto civile, St Johnann Tirol Kh Hel
- LOIU Aeroporto civile, Innsbruck (akh) Heliport
- LOIW Aeroporto civile, Waidring Hel Transporte
- LOIZ Aeroporto civile, Schwaz Kh Hel
- LOKA Aeroporto civile, Klagenfurt (akh) Heliport
- LOKB Aeroporto civile, Bad Kleinkirchheim
- LOKC Aeroporto civile, Ferlach Glock
- LOKD Aeroporto civile, Villach Foderlach
- LOKE Aeroporto civile, Hermagor Kh
- LOKF Aeroporto civile, Feldkirchen-Ossiachersee
- LOKG Aeroporto civile, Ferlach-Glainach
- LOKH Aeroporto civile, Friesach/hirt
- LOKI Aeroporto civile, Wietersdorf
- LOKJ Aeroporto civile, Lienz Kh
- LOKK Aeroporto civile, Hallegg Klagenfurt Schloss
- LOKL Aeroporto civile, Lienz-Nikolsdorf
- LOKM Aeroporto civile, Mayerhofen-Friesach
- LOKN Aeroporto civile, Nötsch-Gailtal
- LOKO Aeroporto civile, Goldeck Talstation
- LOKR Aeroporto civile, St Donat Mairsit
- LOKS Aeroporto civile, St Andra Im Lavanttal
- LOKT Aeroporto civile, Villach Lkh
- LOKU Aeroporto civile, Klagenfurt (ukh) Heliport
- LOKV Aeroporto civile, Volkermarkt Febau
- LOKW Aeroporto civile, Wolfsberg
- LOKZ Aeroporto civile, Zwatshof Heliport
- LOLA Aeroporto civile, Linz (akh) Heliport
- LOLC Aeroporto civile, Scharnstein
- LOLE Aeroporto civile, Eferding
- LOLF Aeroporto civile, Freistadt
- LOLG Aeroporto civile, St. Georgen-Ybbsfeld
- LOLH Aeroporto civile, Hb Hofkirchen
- LOLJ Aeroporto civile, Linz (wagner-jauregg) Hospital Heliport
- LOLK Aeroporto civile, Ried-kirchheum
- LOLM Aeroporto civile, Micheldorf
- LOLO Aeroporto civile, Linz-Ost
- LOLP Aeroporto civile, Linz Police Heliport
- LOLS Aeroporto civile, Schärding-Suben
- LOLT Aeroporto civile, Seitenstetten
- LOLU Aeroporto civile, Gmunden Laarkirchen
- LOLV Aeroporto civile, Linz (voest) Heliport
- LOLW Aeroporto civile, Wels
- LOLX Aeroporto civile, Wels (akh) Heliport
- LOSJ Aeroporto civile, St. Johann-Pongau Heliport
- LOSK Aeroporto civile, Koppl
- LOSL Aeroporto civile, Salzburg (lkh) Heliport
- LOSM Aeroporto civile, Mauterndorf
- LOSN Aeroporto civile, Salzburg (lnk) Heliport
- LOSS Aeroporto civile, Schwarzach Kh Hel
- LOSU Aeroporto civile, Salzburg (ukh) Heliport
- LOVV Aeroporto civile, Vienna Acc/FIC
- LOWG (Codice IATA = GRZ) Aeroporto THALERHOF, Graz
- LOWI (Codice IATA = INN) Aeroporto KRANEBITTEN, Innsbruck
- LOWK (Codice IATA = KLU) Aeroporto WORTERSEE, Klagenfurt am Wörthersee
- LOWL (Codice IATA = LNZ) Aeroporto HORSCHING, Linz
- LOWM Vienna Com/met Center
- LOWS (Codice IATA = SZG) Aeroporto di Salisburgo
- LOWW (Codice IATA = VIE) Aeroporto di Vienna-Schwechat
- LOWZ Aeroporto civile, Zell Am See
- LOXA Air Base, Aigen Im Ennstal
- LOXB Aeroporto civile, St. Johann-Pongau Military Heliport
- LOXG Aeroporto civile, Graz Thalerhof Air Base
- LOXK Aeroporto civile, Klagenfurt-Wörthersee Air Base
- LOXL Hoersching Air Base, Linz Hoersching
- LOXN Aeroporto di Wiener Neustadt-Ovest
- LOXS Military Heliport, Schwaz
- LOXT Aeroporto civile, Langenlebarn Air Base
- LOXW Aeroporto civile, Vienna Schwechat Air Base
- LOXZ Air Base, Zeltweg

## LP - Portogallo
Vedi anche Aeroporti in Portogallo.
- LPAB Aeroporto civile, Abrantes
- LPAM Aeroporto civile, Lisbon Military Aeronautical Services
- LPAR Alverca Air Base, Alverca do Ribatejo
- LPAV Aeroporto civile, Aveiro
- LPAZ (Codice IATA = SMA) Aeroporto di Santa Maria, Santa Maria, Azzorre
- LPBE Aeroporto civile, Beja
- LPBG (Codice IATA = BGC) Aeroporto civile, Braganza
- LPBJ Beja (Madeira) Air Base, Beja, Madera
- LPBR (Codice IATA = BGZ) Aeroporto civile, Braga
- LPCB Aeroporto civile, Caselo Branco Hel
- LPCD Aeroporto civile, Santa Comba Dao Hel
- LPCH (Codice IATA = CHV) Aeroporto civile, Chaves
- LPCI Aeroporto civile, Coimbra Hel
- LPCL Aeroporto civile, Covilha Hel
- LPCO (Codice IATA = CBP) Aeroporto civile, Coimbra
- LPCR Aeroporto civile, Corvo, Azzorre
- LPCS Aeroporto civile, Cascais
- LPCV (Codice IATA = COV) Aeroporto civile, Covilhã
- LPER Aeroporto civile, Evora Hel
- LPEV Aeroporto civile, Évora
- LPFL (Codice IATA = FLW) Aeroporto civile, Santa Cruz das Flores, Azzorre
- LPFR (Codice IATA = FAO) Aeroporto di Faro, Faro
- LPFU (Codice IATA = FNC) Aeroporto S. Catarina, Funchal/Madeira Island
- LPGR (Codice IATA = GRW) Aeroporto civile, Santa Cruz da Graciosa, Azzorre
- LPHR (Codice IATA = HOR) Aeroporto civile, Horta/Castelo Branco/Faial, Azzorre
- LPIN Aeroporto civile, Espinho
- LPJF Aeroporto civile, Leiria
- LPJO Aeroporto civile, Alijó
- LPLA (Codice IATA = TER) Aeroporto LAGES/Laje Terceira Isle US Air Force Base, Terceira, Azzorre
- LPLG Aeroporto civile, Lagos
- LPLZ Aeroporto civile, Lousã
- LPMA Aeroporto civile, Madeira
- LPMC Aeroporto civile, Macedo de Cavaleiros Hel
- LPMD Aeroporto civile, Mirandela Hel
- LPMF Aeroporto civile, Monfortinho
- LPMG Lisbon Com/met Center
- LPMI Aeroporto civile, Mirandela
- LPMO Aeroporto civile, Montargil
- LPMR Monte Real Air Base
- LPMT Montijo Air Base, Montijo
- LPOT Ota Air Base
- LPOV Ovar Air Base, Ovar
- LPPC Lisbon Acc/Regione di informazioni di volo
- LPPD (Codice IATA = PDL) Aeroporto di Ponta Delgada, Ponta Delgada, São Miguel, Azzorre
- LPPI (Codice IATA = PIX) Aeroporto civile, Pico, Azzorre
- LPPL Aeroporto civile, Portalegre
- LPPM (Codice IATA = PRM) Aeroporto civile, Portimao Penina
- LPPO Aeroporto civile, Santa Maria Oac/FIR
- LPPR (Codice IATA = OPO) Aeroporto Pedras Rubras, Porto
- LPPS (Codice IATA = PXO) Aeroporto civile, Porto Santo, Madera
- LPPT (Codice IATA = LIS) Aeroporto da Portela de Sacavem - DIENCO SALA 528, Lisbona
- LPPV Aeroporto civile, Praia Verde
- LPSA Aeroporto civile, Salemas
- LPSC Aeroporto civile, Santa Cruz, Azzorre
- LPSI (Codice IATA = SIE) Aeroporto civile, Sines
- LPSJ (Codice IATA = SJZ) Aeroporto civile, São Jorge, Azzorre
- LPSR Aeroporto civile, Santarem
- LPST Aeroporto civile, Sintra
- LPTN Aeroporto civile, Tancos
- LPVL Aeroporto civile, Vilar de Luz
- LPVM Aeroporto civile, Vilamoura
- LPVR (Codice IATA = VRL) Aeroporto civile, Vila Real
- LPVZ (Codice IATA = VSE) Aeroporto civile, Viseu G. Lobato

## LQ - Bosnia ed Erzegovina
Vedi anche Aeroporti in Bosnia ed Erzegovina.
- LQBI Aeroporto civile, Bihać
- LQBK (Codice IATA = BNX) Aeroporto internazionale di Banja Luka
- LQBU Aeroporto civile, Sarajevo Butmir
- LQBZ Aeroporto civile, Baja Luka Zalunzani
- LQCO Aeroporto civile, Coralici
- LQGL Aeroporto civile, Glamoč
- LQJL Aeroporto civile, Tuzla Jegen Lug
- LQKU Aeroporto civile, Kupres Bajramovici
- LQLV Aeroporto civile, Livno
- LQMJ Aeroporto civile, Mostar Jasenica
- LQMO (Codice IATA = OMO) Aeroporto civile, Mostar
- LQPD Aeroporto civile, Prijedor
- LQSA (Codice IATA = SJJ) Aeroporto Internazionale di Sarajevo
- LQSV Aeroporto civile, Sarajevo Mil
- LQTG Aeroporto civile, Tomislavgrad
- LQTR Aeroporto civile, Novi Travnik
- LQTZ (Codice IATA = TZL) Aeroporto Internazionale di Tuzla
- LQVI Aeroporto civile, Visoko

## LR - Romania
Vedi anche Aeroporti in Romania.
- LR79 Aeroporto, Ianca
- LR80 Aeroporto, Fetești
- LR81 Aeroporto, Deveselu
- LR82 Aeroporto, Boboc
- LRAR (Codice IATA = ARW) aeroporto di Arad, Arad
- LRAX impianto non identificato (citato da https://web.archive.org/web/20050510041136/http://www.eurocontrol.fr/public/reports/eecreports/2000/346.pdf)
- LRBC (Codice IATA = BCM) Aeroporto di Bacău, Bacău
- LRBM (Codice IATA = BAY) Aeroporto di Baia Mare, Baia Mare
- LRBO impianto non identificato (citato da https://web.archive.org/web/20050510041136/http://www.eurocontrol.fr/public/reports/eecreports/2000/346.pdf)
- LRBS (Codice IATA = BBU) Aeroporto di Bucarest-Băneasa - Aurel Vlaicu, Bucarest/Imh
- LRBT impianto non identificato (citato da https://web.archive.org/web/20050510041136/http://www.eurocontrol.fr/public/reports/eecreports/2000/346.pdf)
- LRCK (Codice IATA = CND) Aeroporto di Costanza-Mihail Kogălniceanu, Costanza
- LRCL (Codice IATA = CLJ) Aeroporto di Cluj-Napoca-Avram Iancu, Cluj-Napoca
- LRCS (Codice IATA = CSB) Aeroporto civile, Caransebeș
- LRCT Aeroporto civile, Câmpia Turzii
- LRCV (Codice IATA = CRA) Aeroporto di Craiova, Craiova
- LRDV impianto non identificato (citato da https://web.archive.org/web/20050510041136/http://www.eurocontrol.fr/public/reports/eecreports/2000/346.pdf)
- LRFT impianto non identificato (citato da https://web.archive.org/web/20050510041136/http://www.eurocontrol.fr/public/reports/eecreports/2000/346.pdf)
- LRHW impianto non identificato (citato da https://web.archive.org/web/20050510041136/http://www.eurocontrol.fr/public/reports/eecreports/2000/346.pdf)
- LRIA (Codice IATA = IAS) Aeroporto di Iași, Iași
- LRIN impianto non identificato (citato da https://web.archive.org/web/20050510041136/http://www.eurocontrol.fr/public/reports/eecreports/2000/346.pdf)
- LROD (Codice IATA = OMR) Aeroporto di Oradea, Oradea
- LROP (Codice IATA = OTP) Aeroporto Internazionale Henri Coandă, Bucarest
- LROV Aeroporto di Brașov-Ghimbav, Brașov
- LRSB (Codice IATA = SBZ) Aeroporto di Sibiu, Sibiu
- LRSM (Codice IATA = SUJ) Aeroporto di Satu Mare, Satu Mare
- LRSV (Codice IATA = SCV) Aeroporto di Suceava-Ştefan cel Mare, Suceava
- LRTC (Codice IATA = TCE) Aeroporto di Tulcea-Delta del Danubio, Tulcea
- LRTM (Codice IATA = TGM) Aeroporto di Târgu Mureș, Târgu Mureș
- LRTR (Codice IATA = TSR) Aeroporto di Timișoara-Traian Vuia, Timișoara
- LRTZ (Codice IATA = - ) Aerodromo TUZLA, Costanza (www.regional-air.ro)

## LS - Svizzera
Vedi anche Aeroporti in Svizzera.
- LS1 Aeroporto civile, Lucerna-Emmen
- LS2 Aeroporto civile, Nyon-la-Cote
- LS4 Aeroporto civile, Kagiswil
- LSAS Switzerland Fir/uir
- LSAW Switzerland Met Center
- LSAZ Aeroporto civile, Zurigo
- LSBB Aeroporto civile, Berna Radio Hf Station
- LSER Aeroporto civile, base aerea di Raron
- LSEZ Eliporto di Zermatt
- LSGB Aeroporto civile, Bex
- LSGC Aeroporto civile, Les Eplatures
- LSGE Aeroporto civile, Ecuvillens
- LSGG (Codice IATA = GVA) Aeroporto di Ginevra-Cointrin, Ginevra
- LSGK Aeroporto civile, base aerea di Saanen
- LSGL Aeroporto La Blecherette, Losanna
- LSGN Aeroporto civile, Neuchâtel
- LSGP Aeroporto civile, Gland-La Cote
- LSGR Aeroporto civile, Reichenbach im Kandertal
- LSGS (Codice IATA = SIR) Aeroporto civile, Sion
- LSGT Aeroporto civile, Gruyères
- LSGY Aeroporto civile, Yverdon-les-Bains
- LSHA Eliporto di Gstaad Inn Grund
- LSHC Eliporto di Collombey-Muraz
- LSHG Eliporto di Gampel
- LSHS Eliporto di Sezegnin
- LSMA Base aerea di Alpnach
- LSMB Base aerea di Berna
- LSMC Base aerea di Ulrichen
- LSMD Base aerea di Dubendorf
- LSME Aeroporto civile, Emmen
- LSMF Base aerea di Mollis
- LSMG Aeroporto civile, Saanen
- LSMH Base aerea di Sankt Stephan
- LSMI Base aerea di Interlaken
- LSMJ Aeroporto civile, Turtmann
- LSML Base aerea di Lodrino
- LSMM Base aerea di  Meiringen
- LSMN Aeroporto civile, Raron Heliport
- LSMO Base aerea di Locarno
- LSMP Base aerea di Payerne
- LSMR Base aerea di Ambri
- LSMS Base aerea di Sion
- LSMU Base aerea di Buochs
- LSPA Aeroporto civile, Amlikon
- LSPD Aeroporto civile, Dittingen
- LSPF Aeroporto civile, Sciaffusa
- LSPG Aeroporto civile, Kagiswil
- LSPH Aeroporto civile, Winterthur
- LSPK Aeroporto civile, Hasenstrick
- LSPL Aeroporto civile, Langenthal
- LSPM Aeroporto di Ambrì, Ambrì
- LSPN Aeroporto civile, Triengen
- LSPO Aeroporto civile, Olten
- LSPU Aeroporto civile, Münster
- LSPV Aeroporto civile, Wangen-Lachen
- LSSS Centro comunicazioni di Ginevra
- LSSW Centro comunicazioni di Zurigo
- LSTA Aeroporto civile, Raron
- LSTB Aeroporto civile, Bellechasse
- LSTO Aeroporto civile, Môtiers
- LSTR Aeroporto civile, Montricher
- LSTZ Aeroporto civile, Zweisimmen
- LSXB Eliporto di Balzers
- LSXD Eliporto di Domat/Ems
- LSXE Eliporto di Erstfeld
- LSXG Eliporto di Gsteigwiler
- LSXH Eliporto di Holziken
- LSXK Eliporto di Benken
- LSXL Eliporto di Lauterbrunnen
- LSXM (Codice IATA = SMV) Eliporto di Samedan, Sankt Moritz
- LSXN Eliporto di Haltikon
- LSXO Eliporto di Gossau
- LSXP Aeroporto civile, Pfaffenau
- LSXR Eliporto di Lodrino
- LSXS Eliporto di Schindellegi
- LSXT Aeroporto civile, Trogen
- LSXU Eliporto di Untervaz
- LSXV Eliporto di San Vittore
- LSXW Eliporto di Wurenlingen
- LSXY Eliporto di Leysin
- LSZA (Codice IATA = LUG) Aeroporto di Lugano-Agno, Lugano
- LSZB (Codice IATA = BRN) Aeroporto di Berna, Berna
- LSZD (Codice IATA = ACO) Aeroporto civile, Ascona
- LSZE Aeroporto civile, Bad Ragaz
- LSZF Aeroporto Birrfeld, Baden Brugg
- LSZG Aeroporto civile, Grenchen
- LSZH (Codice IATA = ZRH) Aeroporto di Zurigo, Zurigo
- LSZI Aeroporto civile, Fricktal-Schupfart
- LSZJ Aeroporto civile, Courtelary
- LSZK Aeroporto civile, Speck-Fehraltorf
- LSZL Aeroporto di Magadino, Locarno
- LSZM Aeroporto civile, Basilea
- LSZN Aeroporto civile, Hausen am Albis
- LSZO Aeroporto civile, Lucerna-Beromünster
- LSZP Aeroporto civile, Biel-Kappelen
- LSZR (Codice IATA = ACH) Aeroporto civile, Altenrhein
- LSZS (Codice IATA = SMV) Aeroporto d'Engadina, Sankt Moritz, Samedan
- LSZT Aeroporto civile, Lommis
- LSZU Aeroporto civile, Buttwil
- LSZV Aeroporto civile, Zihlschlacht-Sitterdorf
- LSZW Aeroporto civile, Thun
- LSZX Aeroporto civile, Schänis
- LSZY Aeroporto civile, Porrentruy

## LT - Turchia
Vedi anche Aeroporti in Turchia.
- LTAA Aeroporto civile, Ankara Acc/FIR/fic City
- LTAB Guvercinlik Air Base, Ankara
- LTAC (Codice IATA = ESB) Aeroporto di Esenboğa, Ankara
- LTAD Aeroporto Etimesgut Air Base, Ankara
- LTAE Murted Air Base, Ankara
- LTAF (Codice IATA = ADA) Aeroporto civile, Adana/Sakirpasa
- LTAG Incirlik US Air Base, Adana/Incirlik
- LTAH (Codice IATA = AFY) Afyon Air Base, Afyonkarahisar
- LTAI (Codice IATA = AYT) Aeroporto di Adalia
- LTAJ (Codice IATA = GZT) Aeroporto civile, Gaziantep
- LTAK Aeroporto civile, Alessandretta
- LTAL Aeroporto civile, Kastamonu
- LTAM Aeroporto civile, Kayseri
- LTAN (Codice IATA = KYA) Aeroporto civile, Konya
- LTAO Aeroporto civile, Malatya
- LTAP (Codice IATA = MZH) Amasya Air Base, Merzifon
- LTAQ (Codice IATA = SSX) Aeroporto civile, Samsun
- LTAR (Codice IATA = VAS) Sivas Air Base, Sivas
- LTAS Aeroporto civile, Zonguldak
- LTAT (Codice IATA = MLX) Aeroporto Erhac Airport, Malatya
- LTAU (Codice IATA = ASR) Aeroporto Erkliet Airport, Kayseri
- LTAV Aeroporto Sivrihisar Air Base, Sivrihisar
- LTAW (Codice IATA = TJK) Tokol Air Base, Tokat
- LTAX Aeroporto civile, Eregli-Erdemir
- LTAY (Codice IATA = DNZ) Cardak Air Base, Denizli
- LTAZ (Codice IATA = NAV) Aeroporto Tuzkoy, Nevsehir Kapadokya
- LTBA (Codice IATA = IST) Aeroporto di Istanbul - Atatürk, Istanbul
- LTBB Istanbul Acc/FIR/fic City
- LTBC Aeroporto civile, Alaşehir
- LTBD Aeroporto civile, Aydın
- LTBE (Codice IATA = BTZ) Aeroporto civile, Bursa
- LTBF (Codice IATA = BZI) Balikesir Air Base, Balıkesir
- LTBG (Codice IATA = BDM) Bandirma Air Base, Bandırma
- LTBH (Codice IATA = CKZ) Aeroporto civile, Çanakkale
- LTBI (Codice IATA = ESK) Eskisehir Air Base, Eskişehir
- LTBJ (Codice IATA = ADB) Aeroporto Adnan Menderes, Smirne
- LTBK Aeroporto civile, Izmir Gaziemir Air Base
- LTBL (Codice IATA = IZM) Izmir Cigli Air Base, Smirne
- LTBM (Codice IATA = ISE) Aeroporto civile, Isparta
- LTBN Kutahya Air Base, Kütahya
- LTBO (Codice IATA = USQ) Aeroporto civile, Uşak
- LTBP Aeroporto civile, Yalova/asagisoloz Yalova Airport
- LTBQ Aeroporto AFB, Topel
- LTBR Yenisehir Air Base, Yenisehir
- LTBS (Codice IATA = DLM) Aeroporto Mugla, Dalaman
- LTBT Akhisar Air Base, Akhisar
- LTBU Corlu Air Base, Teklrdag Corlu
- LTBV (Codice IATA = BXN) Aeroporto Imsik, Bodrum
- LTBW Aeroporto civile, Istanbul-Harzarfen
- LTBX Aeroporto Samandira, Istanbul
- LTBY Aeroporto civile, Eskisehir-Anadolu
- LTBZ Aeroporto civile, Manisa
- LTCA (Codice IATA = EZS) Aeroporto civile, Elâzığ
- LTCB (Codice IATA = AJI) Aeroporto civile, Ağrı
- LTCC (Codice IATA = DIY) Aeroporto Diyarbakir Airport/Air Base, Diyarbakır
- LTCD (Codice IATA = ERC) Erzincan Air Base, Erzincan
- LTCE (Codice IATA = ERZ) Aeroporto Erzurum Airport/Air Base, Erzurum
- LTCF (Codice IATA = KSY) Aeroporto civile, Kars
- LTCG (Codice IATA = TZX) Aeroporto civile, Trebisonda
- LTCH (Codice IATA = SFQ) Aeroporto civile, Şanlıurfa
- LTCI (Codice IATA = VAN) Aeroporto civile, Van
- LTCJ (Codice IATA = BAL) Aeroporto Batman Air Base, Batman
- LTCK (Codice IATA = MSR) Aeroporto Tur-Afb, Mus
- LTCL (Codice IATA = SXZ) Aeroporto civile, Siirt
- LTCM Aeroporto civile, Sinop/Niniop
- LTCN Aeroporto civile, Kahramanmares
- LTCO Aeroporto civile, Ağrı
- LTCP Aeroporto civile, Adıyaman
- LTFA Aeroporto Kaklic, Smirne
- LTFB Aeroporto civile, Smirne Efeso-Selcuk
- LTFC Aeroporto civile, Süleyman Demirel
- LTFD Aeroporto civile, Balikesir Edremit Korfez
- LTFE Aeroporto civile, Bodrum Milas
- LTFH Aeroporto civile, Samsun Carsamba

## LU - Moldavia
Vedi anche Aeroporti in Moldavia.
- LUBL (Codice IATA=BZY) Aeroporto Internazionale di Bălți-Leadoveni
- LUCH Aeroporto civile, Cahul
- LUCL Aeroporto civile, Chadir-Lunga
- LUCM Aeroporto civile, Camenca
- LUKA Chisinau Caa
- LUKK Aeroporto Internazionale di Chișinău Acc/FIR/com
- LUSR Aeroporto civile, Soroca
- LUTG Aeroporto civile, Tighina
- LUTR Aeroporto civile, Tiraspol

## LV - Palestina
- LLAZ (Codice IATA: GHK), Aeroporto di Gaza-Katif, Striscia di Gaza
- LLJR, OJJR (Codice IATA: JRS), Aeroporto di Gerusalemme, Cisgiordania
- LVGZ (Codice IATA: GZA), Aeroporto Internazionale di Gaza, Striscia di Gaza

Gli aeroporti di Gerusalemme e Gaza-Katif hanno ancora codici ICAO LL (israeliani).

## LW - Macedonia del Nord
Vedi anche Aeroporti in Macedonia del Nord.
- LW74 Aeroporto di Logovardi-Bitola, Bitola
- LWOH (Codice IATA = OHD) Aeroporto di Ocrida-San Paolo Apostolo, Ocrida
- LWSK (Codice IATA = SKP) Aeroporto Internazionale di Skopje, Petrovec (Skopje)

## LX - Gibilterra
- LXGB (Codice IATA = GIB) Aeroporto di Gibilterra, Gibilterra

## LY - Serbia e Montenegro
Vedi anche Aeroporti in Serbia.
Vedi anche Aeroporti in Montenegro.
- LYBA Belgrade Acc
- LYBE (Codice IATA = BEG) Aeroporto di Belgrado-Nikola Tesla, Surčin
- LYBT Aeroporto civile, Batajnica
- LYKV Aeroporto civile, Kraljevo
- LYNI (Codice IATA = INI) Aeroporto civile, Niš
- LYPG (Codice IATA = TGD) Aeroporto di Podgorica, Podgorica
- LYPR (Codice IATA = PRN) Aeroporto civile, Pristina
- LYTI Aeroporto Golubovci, Podgorica
- LYTV (Codice IATA = TIV) Aeroporto civile, Tivat
- LYUZ Aeroporto civile, Užice
- LYVR Aeroporto civile, Vršac
- LYYY Belgrade Aftn Center

## LZ - Slovacchia
Vedi anche Aeroporti in Slovacchia.
- LZBB Aeroporto civile, Bratislava Fir
- LZDB Aeroporto civile, Dubnica
- LZHL Aeroporto civile, Holíč
- LZIB (Codice IATA = BTS) Aeroporto Milan Rastislav Štefánik, Bratislava Ivanca
- LZKC Aeroporto Kamenica nad Cirochou, Humenné
- LZKS Aeroporto civile, Kralová
- LZKZ (Codice IATA = KSC) Aeroporto di Košice-Barca
- LZLU (Codice IATA = LUE) Aeroporto civile, Lučenec
- LZMA Aeroporto civile, Martin
- LZMC Aeroporto civile, Malacky Air Base
- LZNI Aeroporto civile, Nitra
- LZNZ Aeroporto civile, Nové Zámky
- LZOC Aeroporto civile, Zvolen-Ocova
- LZPE Aeroporto civile, Prievidza
- LZPP (Codice IATA = PZY) Aeroporto civile, Piešťany
- LZPT Aeroporto civile, Malé Bielice Partizanské
- LZPW Aeroporto civile, Prešov
- LZRU Aeroporto civile, Ružomberok
- LZRY Aeroporto civile, Sabinov-Ražňany
- LZSE Aeroporto civile, Senica
- LZSK Aeroporto civile, Svidník
- LZSL Aeroporto civile, Sliač
- LZSV Aeroporto civile, Spišská Nová Ves
- LZTN Aeroporto civile, Trenčín
- LZTR Aeroporto TRNAVA, Boleráz
- LZTT (Codice IATA = TAT) Aeroporto di Poprad–Tatry, Poprad
- LZVB Aeroporto civile, Bratislava-Vajnory
- LZZI (Codice IATA = ILZ) Aeroporto civile, Žilina D. Hricov